# Schönebeck (Elbe)

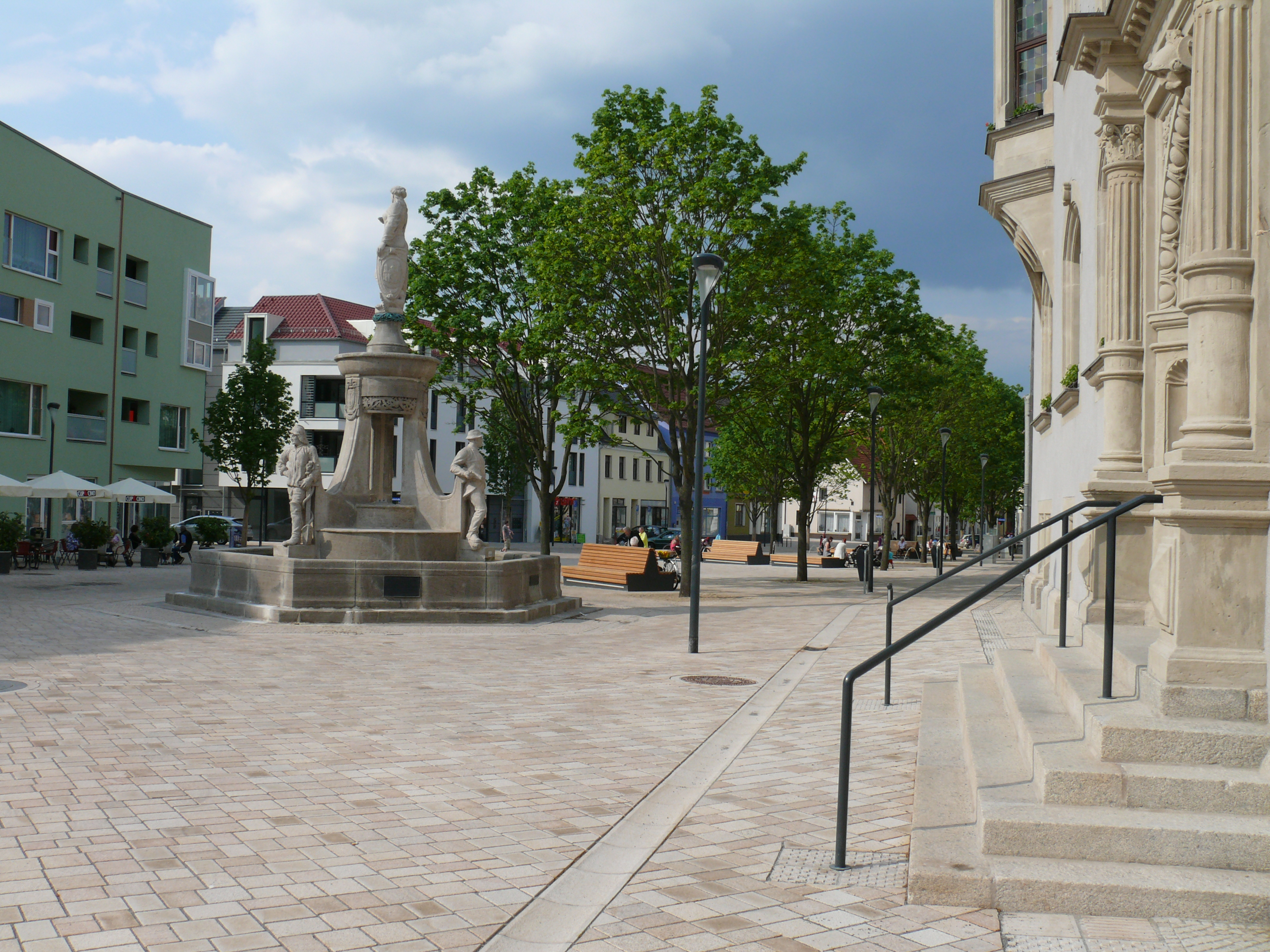
Marktplatz (Shared Space) und Marktbrunnen

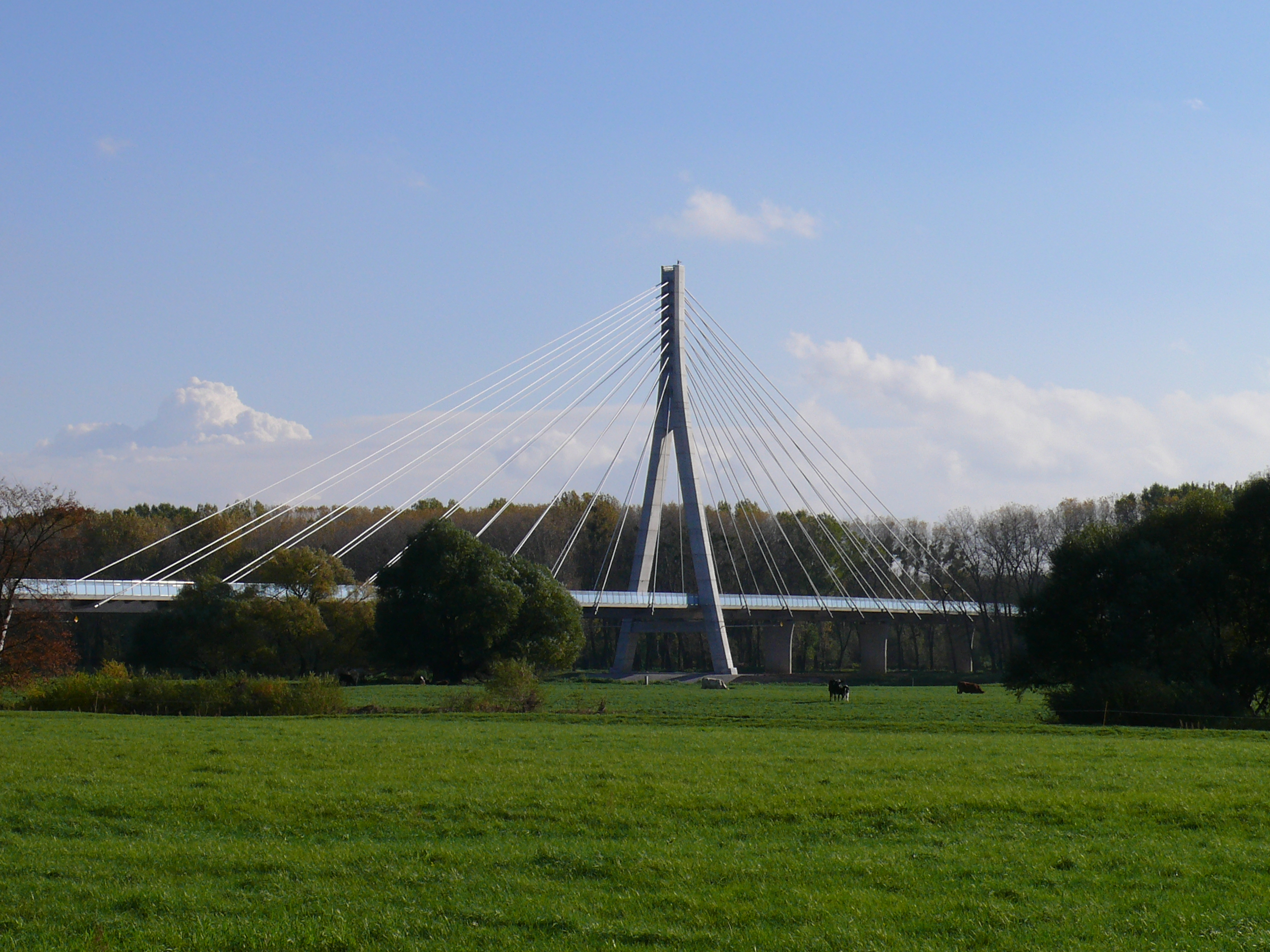
Schönebecker Elbauenbrücke

Schönebeck (Elbe) ist eine Stadt im Salzlandkreis in Sachsen-Anhalt.

## Geographie

### Geographische Lage
Die Stadt Schönebeck (Elbe) liegt östlich der Magdeburger Börde an der Elbe, etwa 15 km südlich der Landeshauptstadt Magdeburg. Das Stadtzentrum liegt auf einer Höhe von etwa 50–52 m, das Stadtgebiet steigt nach Westen leicht an. Die östlich der Elbe gelegenen Ortsteile liegen niedriger, auf einer Höhe von etwa 47–48 m. Die höchsten Erhebungen sind der Hummelberg (94,4 m) und die Frohser Berge (115,5 m). Südwestlich der Stadt liegt der Bierer Berg.
An der Schönebecker Elbbrücke befindet sich der Pegel Schönebeck der Wasser- und Schifffahrtsverwaltung. Der Pegelnullpunkt liegt bei 42,7 m ü. NHN. Der mittlere Wasserstand der Elbe liegt bei einer Höhe von 45,10 m (Pegelstand 2,40 m), der höchste überlieferte Wasserstand lag bei 50,32 m (Pegelstand 7,62 m) und wurde beim Elbehochwasser 2013 erreicht. Aus diesem Grund müssen die östlichen Stadtteile von Deichen und die Altstadt von einer Schutzmauer geschützt werden. Der niedrigste Wasserstand der Elbe lag bei 43,28 m (Pegelstand 0,58 m, 2018).
Auf einem Acker, etwa 450 m südsüdöstlich des Hummelberg-Turms, liegt der physikalische Schwerpunkt („Mittelpunkt“) von Sachsen-Anhalt. Er wurde vom Landesamt für Vermessung und Geoinformation Sachsen-Anhalt ermittelt.

### Geologie
Schönebeck liegt auf der östlichen Weferlingen-Schönebecker Triasplatte. Über einem Sockel aus Rotliegendem wurden Salzsteinschichten des Zechsteinmeeres abgelagert. Der Salzstock reicht hinauf bis in bergmännisch erschließbare Tiefen. In Störungszonen in der Nähe des Stadtteils Bad Salzelmen kann Oberflächenwasser einsickern und die Salze lösen, die dann als Solequellen zu Tage treten. Über der Triasplatte liegen tertiäre Deckschichten, gebildet aus Sand- und Tonschichten mit zwischengelagerten Braunkohleschichten (z. B. am ehemaligen Sprengstoffwerk rund 6 bis 23 m unter GOK). Die Elbe verläuft im mehrere Kilometer breiten Urstromtal der letzten Eiszeit. Infolge der Geschiebebewegungen der Eiszeit gibt es terrassenförmige Schichtungen von Kiesen und Sanden. Die oberen Bodenschichten sind überwiegend bestimmt von angewehten Lössschichten. Die ostelbischen Ortsteile Grünewalde, Elbenau und Ranies befinden sich im Bereich von Aueböden des Überschwemmungsgebietes der Elbe, an die sich in den ebenfalls ostelbischen Ortsteilen Plötzky und Pretzien Höhenlagen mit mehrere Meter dicken Sandschichten über Quarzit-Lagen anschließen. In diesem Gebiet befinden sich zahlreiche offen gelassene und inzwischen mit Wasser gefüllte ehemalige Steinbrüche, mit Tiefen von bis zu 30 m.

### Klima
Es herrscht mitteldeutsches Binnenklima im Übergangsbereich zwischen dem subatlantischen Klima Westeuropas und dem osteuropäischen Kontinentalklima.
Schönebeck liegt im Mitteldeutschen Trockengebiet. Die Jahresniederschlagsmenge liegt bei etwa
- 460–480 l/m² als langjähriges Mittel
- 654 l/m² in feuchten Jahren
- 309 l/m² in trockenen Jahren

Mittlere Temperaturen:
- Jahresmittel 8,6 °C
- Juli 17,5 °C
- Januar −0,5 °C

Hauptwindrichtung: Südwest (210–270°)

### Stadtgliederung
Die Stadt Schönebeck gliedert sich in 6 Stadtteile und drei Ortsteile (Ortschaften). Diese setzen sich aus den im 20. und 21. Jahrhundert eingemeindeten Orten der Umgebung zusammen. In der folgenden Tabelle sind die Stadtteile und Ortschaften dargestellt.
| \| Stadtteile: \| \| Bad Salzelmen \| \| Elbenau \| \| Felgeleben (mit Siedlung Sachsenland)[5] \| \| Frohse \| \| Grünewalde \| \| Schönebeck \| \| \| \| Ortsteile: \| \| Plötzky \| \| Pretzien \| \| Ranies \| | Anklickbare Karte |
| Stadtteile: |                   |
| Bad Salzelmen |                   |
| Elbenau |                   |
| Felgeleben (mit Siedlung Sachsenland) |                   |
| Frohse |                   |
| Grünewalde |                   |
| Schönebeck |                   |
| |                   |
| Ortsteile: |                   |
| Plötzky |                   |
| Pretzien |                   |
| Ranies |                   |

### Nachbargemeinden
Schönebeck grenzt (im Uhrzeigersinn von Norden beginnend) an Magdeburg, Gommern, Barby und Bördeland.

## Geschichte
2006 wurden in Schönebeck drei neolithische Röhrenbrunnen entdeckt.

### Mittelalter
Im Jahr 936 wurde Frohse erstmals urkundlich erwähnt und ist somit der älteste Teil der heutigen Stadt Schönebeck. Auf Grund einer Überschwemmung änderte sich 1020 der Flusslauf der Elbe und führt seitdem in seinem heutigen Flussbett auch an Schönebeck vorbei. 150 Jahre später (1170) wurde „Elmen“ („Siedlung am Ulmenbach“) erstmals in einer Schenkungsurkunde des Magdeburger Erzbischofs Wichmann (1152–1192) erwähnt. Bei Schriftstücken früherer Zeit soll es sich um Fälschungen handeln. Erst 1223 wurde Schönebeck mit seinem ursprünglichen Namen „Sconebeke“ (vielleicht „Siedlung am schmalen Bach“, vielleicht aber auch altsächsisch „Sciene Beke“, ausgesprochen „Scoine Beke“ = „Schöner Bach“ oder „Schönbach“) erstmals urkundlich erwähnt. 1470 trat die „Groß Salzer Willkür“ in Kraft, 1490 dann die „Schönebecker Willkür“. Im Jahr 1582 wurde diese dann novelliert.

### Frühe Neuzeit

Karte von Schönebeck (um 1750)

Das Stadtarchiv Schönebeck verfügt über die in Sachsen-Anhalt umfangreichsten Aktenbestände aus der Zeit der Hexenprozesse. Zwischen 1576 und 1664 lassen sich auf diese Weise über 30 Hinrichtungen belegen. Insbesondere in den Jahren 1619 und 1655 häuften sich die Verurteilungen wegen angeblicher magischer Kräfte. Die Opfer aus Schönebeck und Groß Salze – wie die „Schnittegallische“ (1576) oder die „Heringsche“ (1660) – fanden vielfach auf dem Scheiterhaufen den Tod. Lediglich bei Anna Körbitz und Lene Jahn beschränkte sich die weltliche Gerichtsbarkeit 1632 darauf, sie des Landes zu verweisen. Dem ebenfalls Beschuldigten Andreas Böttcher gelang 1655 die Flucht. Trotz der guten Quellenlage bleibt die genaue Todesursache in vielen Fällen aber bis heute unklar. Auch in den Ortsteilen Elbenau, Felgeleben, Pretzien und Ranies fanden Hexenverfolgungen statt.
Von 1663 bis 1745 war Groß Salze im Besitz des Adelsgeschlechts von Pfuel, welche ab 1664 auch in dem Besitz des Amts Oberamt Eisleben waren, bis sie dieses 1798 an den kursächsischen Staat verkauften.
1680 gingen die drei Städte Groß Salze, Frohse und Schönebeck an das brandenburg-preußische Herzogtum Magdeburg und lagen im Holzkreis. Von den drei Städten war nur Groß Salze als sogenannte Immediatstadt der Regierung des Herzogtums direkt unterstellt, Schönebeck und Frohse blieben weiterhin Mediatstädte. Eine der ersten Dampfmaschinen wurde 1792 am Soleturm in Alt Salze (Elmen) zur Soleförderung errichtet.

### Neuzeit
Am 21. Oktober 1806 geriet Schönebeck unter französische Besetzung. Im Zuge der Befreiungskriege schlugen alliierte Truppen unter dem Kommando von Levin August von Bennigsen am 8. November 1813 im „Gefecht von Schönebeck“ die französischen Truppen, die nach der Völkerschlacht bei Leipzig nach Westen flohen, und rückten in Schönebeck ein.
Am 29. Juni 1839 verkehrte die erste Eisenbahn zwischen Magdeburg und Schönebeck. Am 18. April 1894 wurde die Gemeinde Alt Salze (Elmen) in die damals noch selbstständige Stadt Groß Salze eingemeindet. Sie hieß zunächst weiter Groß Salze, wurde aber 1926 in Bad Salzelmen umbenannt. Es sollte auf das Solbad aufmerksam gemacht werden. Die Schönebeck-Elmener Straßenbahn verband als Pferdebahn von 1886 bis 1917 den Bahnhof Schönebeck mit Groß Salze.
Die am 30. April 1901 in Berlin gegründete Nationale Radiator Gesellschaft m.b.H. – ein Tochterunternehmen der American Radiator Corporation New York – begann 1902 mit der Produktion von Radiatoren und Heizkesseln aus Gusseisen für den Wohnungsbau in Schönebeck. Bereits 1903 ging die Verwaltung nach Berlin, wo das Unternehmen seitdem unter der Kurzbezeichnung NARAG firmierte.
Am 30. November 1912 wurde die Straßenbrücke über die Elbe eingeweiht. Elbenau und Grünewalde, die ostseits der Elbe liegen und zum Landkreis Jerichow I gehörten, wurden am 1. April 1913 (als Voraussetzung für die Genehmigung zum Bau der Elbebrücke) aus diesem Landkreis ausgegliedert und von Schönebeck eingemeindet. Am 1. Juli 1923 erfolgte die Eingemeindung der Gemeinde Felgeleben. Am 1. Februar 1932 vereinigten sich das 1926 umbenannte Bad Salzelmen (ehemals „Groß Salze“), Frohse und Schönebeck zu Schönebeck-Bad Salzelmen, doch schon im Folgejahr am 22. März 1933 wurde dieser Anfangsname der Stadt in „Schönebeck“ wieder abgeändert. Die drei Städte traten gleichberechtigt auf, wobei im Laufe der Zeit nur noch von „Schönebeck (Elbe)“ gesprochen wurde.
In der von NSDAP und SA organisierten Reichspogromnacht am 9./10. November 1938 wurden die Synagoge (heute: Schalom-Haus), das Kaufhaus Conitzer & Co. in der Salzer Straße und zahlreiche kleinere Geschäfte und Wohnungen verwüstet und zehn Juden ins KZ Buchenwald deportiert. Bis zum Ende des Zweiten Weltkrieges wurden 43 Schönebecker Juden ermordet.

### Zweiter Weltkrieg
Vom 19. März 1943 bis zur Befreiung Schönebecks durch amerikanische Truppen am 11. April 1945 bestand das Konzentrationslager Julius oder Schönebeck I an der Barbyer Straße. Das Lager war ein Außenlager des KZ Buchenwald. Die etwa 1500 bis 1800 Häftlinge mussten im Junkers-Werk in der Rüstungsproduktion arbeiten. Unter anderem wurden hier die Federbeine für die Junkersflugzeuge gefertigt. Das Schicksal der letzten Häftlinge ist nicht vollständig geklärt. Vor dem Einmarsch der Amerikaner wurden am 11. April 1945 1536 Häftlinge auf einen Todesmarsch in das KZ Sachsenhausen und dann weiter nach Schwerin geschickt. Bei der Elbüberquerung bei Barby soll etwa 300 Häftlingen die Flucht gelungen sein. Nur noch 300 bis 400 Häftlinge wurden im Mueßer Holz nahe Schwerin durch US-Soldaten befreit. In Schönebeck gab es außerdem ein nur mehrere Wochen im Frühjahr 1945 bei der NARAG bestehendes Außenlager des KZ Buchenwald für 400 Häftlinge, die elektronische Bauteile für die V2-Waffen fertigen mussten.
Im März 1945 verlagerte das von Konteradmiral a. D. Hermann Lorey geleitete Zeughaus in Berlin die Geschützmodelle und die bis dahin noch im Zeughaus verbliebenen Bestände der Bibliothek nach Schönebeck an der Elbe.
Die Stadt Schönebeck wurde im Zweiten Weltkrieg von Kriegsschäden weitgehend verschont. Erst kurz vor dem Einmarsch amerikanischer Truppen im April 1945 wurde im Breitenweg ein Haus durch eine verirrte Artilleriegranate zerstört. Die Bogenbrücke über die Elbe wurde Ende April 1945 von deutschen Truppen gesprengt. Die Hallen der Junkerswerke überstanden den Krieg unversehrt; sie wurden gemäß dem Potsdamer Abkommen demontiert und gesprengt. Auf den Fundamenten dieser Hallen wurden in den 1960er Jahren die Hallen der IFA-Traktorenwerke neu errichtet.
Das Außenlager Julius und das Arbeitslager wurden nach 1945 unter der Bezeichnung „Lager Ost“ und „Lager West“ zur Aufnahme der Vertriebenen aus den ehemaligen deutschen Gebieten genutzt. Im Laufe der Jahre durchliefen etwa 35.000 Menschen das Lager. Es wird geschätzt, dass rund 17.000 von ihnen in der Region Schönebeck blieben.

### Nachkriegszeit
Am 1. Februar 1946 wurde Schönebeck aus dem Kreis Calbe (Saale) herausgelöst und zur kreisfreien Stadt erklärt. Diesen Titel hielt die Stadt nur vier Jahre, da am 1. Juli 1950 der Kreis Schönebeck mit der Kreisstadt Schönebeck (Elbe) neu gebildet wurde. Am 13. April 2005 erhielt der Stadtteil Bad Salzelmen endgültig den Status eines Heilbades.
Nach umfangreichen Bauarbeiten konnte die neue Elbebrücke am 20. Mai 1952 dem Verkehr übergeben werden. Die „Ernst-Thälmann-Brücke“ verband nun die Ortsteile Grünewalde und Elbenau wieder mit Schönebeck. Übergangsweise war bis zur Einweihung der neuen Brücke ein Fährverkehr eingerichtet worden; zu diesem Zweck war das Schiff Stadt Schönebeck gebaut worden.
Am 5. April 1970 wurden die menschlichen Überreste von Adolf und Eva Hitler, der Familie Goebbels und des Generalstabschefs des Heeres, Hans Krebs, von Magdeburg auf das Gelände der Kaserne des 248. sowjetischen Garde-Motorisierten-Schützenregiments der 10. Garde-Panzerdivision an der Magdeburger Straße transportiert. Die Überreste wurden eingeäschert und nach Biederitz transportiert, wo das gesamte Material entsorgt wurde.
Am 1. Juni 1996 ereignete sich in der Bahnhofsausfahrt von Schönebeck, Richtung Halle (Saale) einer der größten Unfälle mit Gefahrgut auf deutschen Eisenbahnen. Ein Güterzug entgleiste und mit Vinylchlorid beladene Kesselwagen explodierten und lösten eine Brandkatastrophe aus. 18 Verletzte waren die Folge.
Der Landkreis Schönebeck wurde im Zuge der Kreisgebietsreform am 1. Juli 2007 aufgelöst. Der neue Landkreis, bestehend aus den ehemaligen Landkreisen Schönebeck, Bernburg und Aschersleben-Staßfurt, trägt den Namen Salzlandkreis. Aufgrund einer umstrittenen Landtagsentscheidung hat Schönebeck seinen Status als Kreisstadt verloren. Neuer Kreissitz ist Bernburg.
Am 1. Januar 2009 wurden Plötzky, Pretzien und Ranies eingemeindet.

### Religionen
Die größte Religionsgemeinschaft ist die evangelische Kirche. Es gibt acht evangelische Gemeinden, die infolge der Eingemeindung der Orte Plötzky, Pretzien und Ranies zu zwei unterschiedlichen Kirchenkreisen gehören: St. Johannis in Bad Salzelmen, St. Jakobi in der Altstadt, St. Laurentii in Frohse, Martin Luther in Felgeleben und St. Pankratius in Elbenau gehören zum Kirchenkreis Egeln; St. Maria und Maria Magdalena in Plötzky, St. Thomas in Pretzien und St. Lukas in Ranies gehören zum Kirchenkreis Elbe-Fläming. Die zweitgrößte Religionsgemeinschaft bildet die katholische Pfarrei ‚St. Marien und St. Norbert Schönebeck‘ mit der St.-Marien-Kirche. Als freikirchliche Gemeinden gibt es in Schönebeck die Evangelisch-Freikirchliche Gemeinde (Baptisten) im SCHALOM-Haus, die Adventistengemeinde, die Christusgemeinde und die Elim Kirche. In Schönebeck gibt es eine Gemeinde der Neuapostolischen Kirche. Nach der Reichspogromnacht gab es keine jüdische Ansiedlung mehr in Schönebeck. Die heute wieder in Schönebeck lebenden Juden gehören nunmehr der jüdischen Gemeinde in Magdeburg an. In Schönebeck ist die evangelische, von Julius Schniewind gegründete, Begegnungsstätte „Schniewind-Haus“ und die Schniewind-Haus-Schwesternschaft beheimatet.

## Bevölkerung
| Jahr     | Einwohner |
| -------- | --------- |
| 1552     | ca. 3625  |
| 17. Jh.  | ca. 4470  |
| 1787/99  | ca. 5750  |
| 1843     | 11.084    |
| ca. 1855 | 12.375    |
| 1885     | 18.534    |
| 1889     | 19.874    |
| ca. 1910 | 28.964    |
| 1925     | 33.415    |
| 1939     | 39.497    |

| Jahr | Einwohner |
| ---- | --------- |
| 1950 | 46.426    |
| 1958 | 44.636    |
| 1964 | 44.336    |
| 1970 | 44.302    |
| 1982 | 44.917    |
| 1989 | 44.660    |
| 1991 | 41.331    |
| 1994 | 39.370    |
| 1995 | 38.786    |
| 1996 | 38.347    |

| Jahr | Einwohner |
| ---- | --------- |
| 1997 | 37.813    |
| 1998 | 37.191    |
| 1999 | 36.968    |
| 2000 | 36.397    |
| 2001 | 35.919    |
| 2002 | 35.395    |
| 2003 | 34.847    |
| 2004 | 34.288    |
| 2005 | 33.823    |
| 2006 | 33.290    |

| Jahr | Einwohner |
| ---- | --------- |
| 2007 | 32.867    |
| 2008 | 34.723    |
| 2009 | 34.305    |
| 2010 | 33.888    |
| 2011 | 32.372    |
| 2012 | 31.870    |
| 2013 | 31.582    |
| 2014 | 31.303    |
| 2015 | 31.366    |
| 2020 | 30.387    |

| Jahr | Einwohner |
| ---- | --------- |
| 2021 | 30.067    |
| 2022 | 30.504    |
| 2023 | 30.537    |
| 2024 | 30.419    |

Anmerkung zu den Einwohnerzahlen: Infolge von Eingemeindungen sind die Zahlen nicht konsistent und beinhalten teilweise unterschiedliche Ortsteile entsprechend nachfolgender Aufstellung:
- 1552 – die Zahlen umfassen: Schönebeck etwa 1400, Frohse etwa 625, Groß Salze etwa 1600, Quelle: siehe Literatur „Spurensuche…“
- 17. Jh. – die Zahlen umfassen: Schönebeck 1900 (1625), Frohse 150 (1650), Groß Salze 2200 (1607), Elmen 220 (1620), Quelle: siehe Literatur „Spurensuche…“
- die Zahlen von 1787/99 nur geschätzt, da z. T. ungenau angegeben und aus verschiedenen Jahren: Schönebeck 4175 (1799), Frohse 576 (1787), Salze ca. 1000 (geschätzt, 1787), Quelle: Berghauer, J.C.F.: Magdeburg und die umlegende Gegend, 1801
- die Zahlen von 1843 umfassen Schönebeck 7602, Frohse 932, Groß Salze 2291 und Elmen 259, Quelle: siehe Literatur „Spurensuche…“
- die Zahlen von 1855 umfassen Schönebeck 8600, Frohse 1000, Groß Salze 2600 und Elmen 175, Quelle: Pierer Lexikon 1857
- die Zahlen von 1885 umfassen Schönebeck 13.319, Frohse 1621, Groß Salze 3476 und Solbad Elmen 118, Quelle: Brockhaus 1888
- die Zahlen von 1889 umfassen Schönebeck 13.319, Frohse 1621, Groß Salze 3476 und Solbad Elmen 1458, Quelle: siehe Literatur „Spurensuche…“
- die Zahlen von ca. 1910 stammen aus zwei Jahren: Schönebeck 18.305 (1910), Frohse 2603 (1905), Groß Salze inkl. Elmen 8056 (1905), Quelle: Brockhaus 1911
- die Zahlen von 1925 umfassen Schönebeck 21.353, Frohse 2064, Groß Salze und Elmen 9998, Quelle: siehe Literatur „Spurensuche…“
- Elbenau und Grünewalde sind in den Zahlen bis 1910 jeweils nicht enthalten.
- Ab 2008 sind Plötzky, Pretzien und Ranies enthalten.

## Politik

### Stadtrat
- SPD/Linke/Grüne: 12
- CDU/FDP: 12
- AfD: 9
- BfS: 5

Der Stadtrat besteht entsprechend der Gemeindeordnung des Landes Sachsen-Anhalt aus 40 Mitgliedern und dem Oberbürgermeister. Er wird auf die Dauer von fünf Jahren gewählt. Die Kommunalwahl am 9. Juni 2024 führte zu folgendem Ergebnis:
| Partei / Wählergruppe       | Stimmenanteil 2024 | Sitze 2024 |
| --------------------------- | ------------------ | ---------- |
| AfD                         | 28,1 %             | 09         |
| CDU                         | 24,0 %             | 10         |
| SPD                         | 18,8 %             | 08         |
| Bürger für Schönebeck (BfS) | 13,8 %             | 05         |
| Die Linke                   | 07,7 %             | 03         |
| FDP                         | 04,6 %             | 02         |
| Bündnis 90/Die Grünen       | 02,9 %             | 01         |
| Insgesamt                   | 100 %              | 38         |

Auf die AfD entfielen elf Sitze, von denen zwei unbesetzt bleiben, weil die Partei nur neun Kandidaten nominiert hatte.
Sowohl SPD, Linke und Grüne als auch CDU und FDP bilden jeweils eine Fraktion im Stadtrat.
Stadtratsvorsitzende ist Cornelia Ribbentrop (SPD).

### Bürgermeister
- 1551: Fricke
- 1596: Witte
- 1616: Schoppe
- 1619: Ludewig Schneidewind
- 1638: Fricke
- 1665: Weber

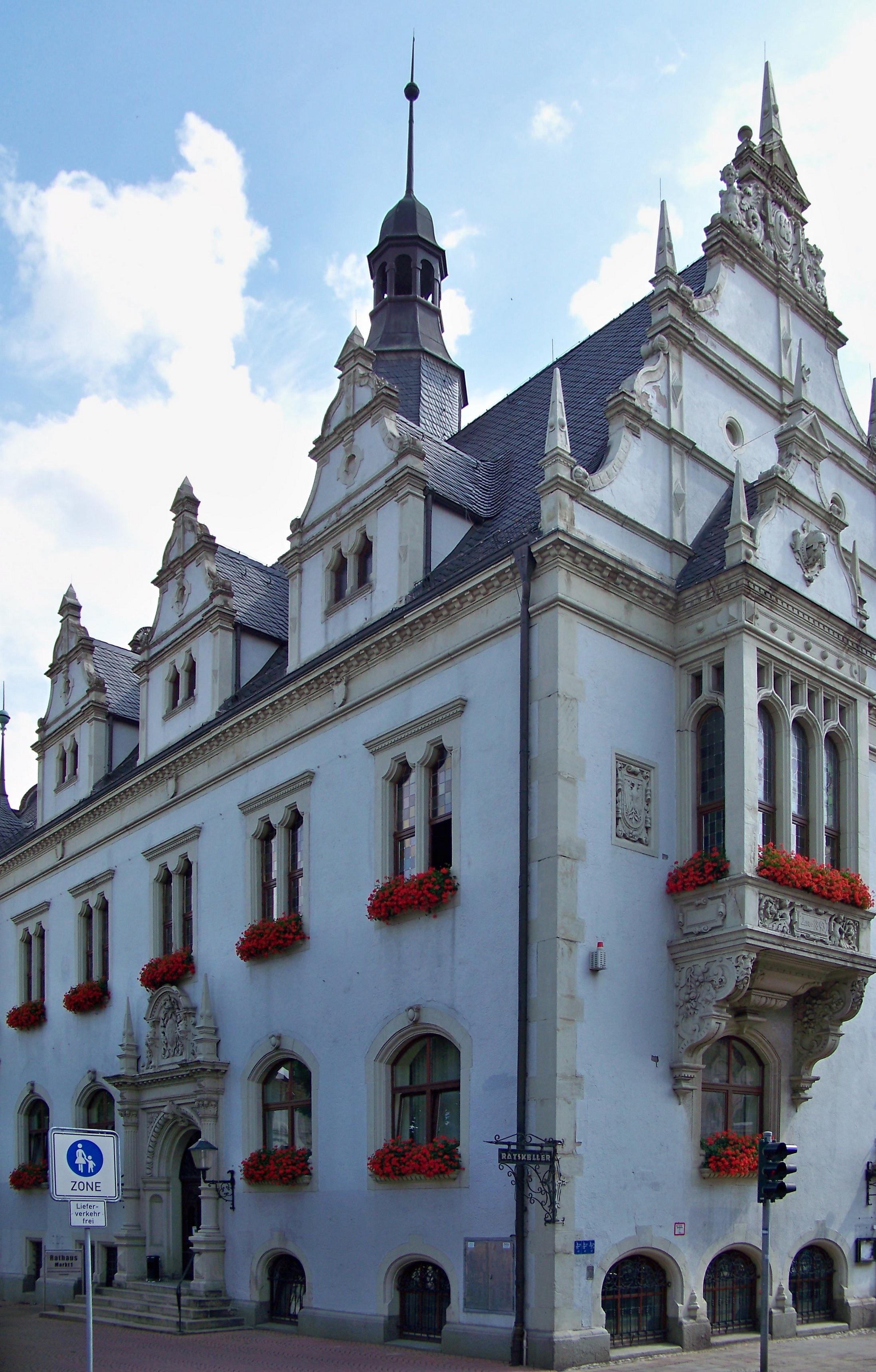
Rathaus

- 1670–1686: Krüger, Köhler und Rockohl (in abwechselnder Folge)
- 1687–1698: Rockohl, Selmer
- 1699–1704: Selmer und Wapenhentsch (in abwechselnder Folge)
- 1705–1713: Metzing und Consul Reinecke (in abwechselnder Folge)
- 1714–1733: Wermser und Holstein (in abwechselnder Folge)
- 1734–1743: Wermser
- 1744–1780: Philipp Wermser
- 1781: Haeseler
- 1782–1792: Philipp Wermser
- 1793–1799: Lentz
- 1800–1806: Berghauer
- 1806–1825: Graßhoff
- 1825–1832: Werner
- 1832–1844: Nitschke
- 1844–1856: Ludwig Schneider
- 1856–1868: Krause
- 1868–1875: Zernial
- 1876–1889: Blüthgen
- 1889–1912: Gustav Wilhelm Alexis Bruno Schaumburg
- 1912–1933: Greverus
- 1933: Bauck (kommissarisch)
- 1934–1945: Kurt Bauer
- 1945–1950: Willi König
- 1950: Wenckel
- 1950–1951: Wettengel
- 1951–1952: Glaubrecht
- 1952–1953: Martin
- 1953–1955: Maria Krause-Nebel
- 1955–1957: Werner Amelung
- 1957–1959: Maria Krause-Nebel
- 1959–1968: Werner Amelung
- 1968–1974: Gerhard Lachetta[17]
- 1974–1986: Werner Tietze
- 1986–1990: Detlef Küllmei
- 1990–2013: Hans-Jürgen Haase (parteilos)
- seit 2014: Bert Knoblauch (CDU)

Knoblauch wurde in der Oberbürgermeisterwahl am 11. Oktober 2020 mit 65,5 % der gültigen Stimmen in seinem Amt bestätigt. Seine Amtszeit beträgt sieben Jahre.

### Wappen
| Wappen von Schönebeck | Blasonierung: „Geteilt und halbgespalten von Silber, Rot und Silber; oben eine gezinnte rote Burg mit zwei spitzbedachten Seitentürmen und fähnchenbesteckter niederer Kuppel, im geöffneten goldenen begatterten Tor ein goldenes S; rechts unten im damaszierten Feld ein mit drei goldenen Bändern umwundenes silbernes ‚Stück Salz‘ in goldenem Stutzkorb; links unten auf grünem Dreiberg ein rot gekleideter goldgekrönter König auf einem mit Tierköpfen verzierten goldenen Thron, in der Rechten ein goldenes Zepter, beiderseits des Throns je eine hohe grüne Staude.“ |
| Wappen von Schönebeck | Wappenbegründung: Die obere Hälfte des Wappens zeigt das ehemalige Stadtwappen der Stadt Schönebeck. Es zeigt das Motiv des alten Stadtsiegels, die Burg, als Symbol des Stadtrechts. Das untere linke (heraldrisch rechte) Viertel des Wappens steht für Bad Salzelmen. Auch hier wird ein Siegelmotiv bzw. das Wappen des ehemals eigenständigen Ortes verwendet. Darauf wird ein Salzkorb, gefüllt mit Salz, gezeigt, was auf die frühere Salzförderung im Stadtteil hinweist. In der unteren rechten (heraldrisch linken) Ecke des Wappens wird das Wappen des Ortes Frohse gezeigt. Hier wird ein König auf einem Thron gezeigt, auf einem stilisierten Dreiberg stehend und von zwei Stauden eingerahmt. Dies weist vermutlich auf einen früher in der Nähe Frohses gelegenen Königshof hin. |

Das heutige Stadtwappen entstand im Zuge der Vereinigung von Bad Salzelmen, Frohse und Schönebeck im Jahr 1932. Vor diesem Hintergrund waren die mit dem Entwurf beauftragten Paul Krull, Stadtarchivar Wilhelm Schulze und Museumsdirektor Wolfgang Wanckel darum bemüht, dass alle drei Städte symbolisch in dem Wappen vertreten sind. Ihre Ideen wurden schließlich von dem Altenburger Künstler Otto Pech gestalterisch umgesetzt und am 2. August 1932 durch die dafür zuständige Behörde als neues Wappen genehmigt.

### Städtepartnerschaften
Städtepartnerschaften bestehen mit:
- Garbsen (Deutschland), seit 1990
- Pardubice (Tschechien), seit 1993, aktuell durch Beschluss des Stadtrates Pardubice ruhend[22]
- Farmers Branch (Vereinigte Staaten), seit 1995
- Söke (Türkei), seit 1996
- Trakai (Litauen) (Die im September 2020 geplante Vertragsunterzeichnung wurde wegen der Corona-Pandemie verschoben.)

## Wirtschaft

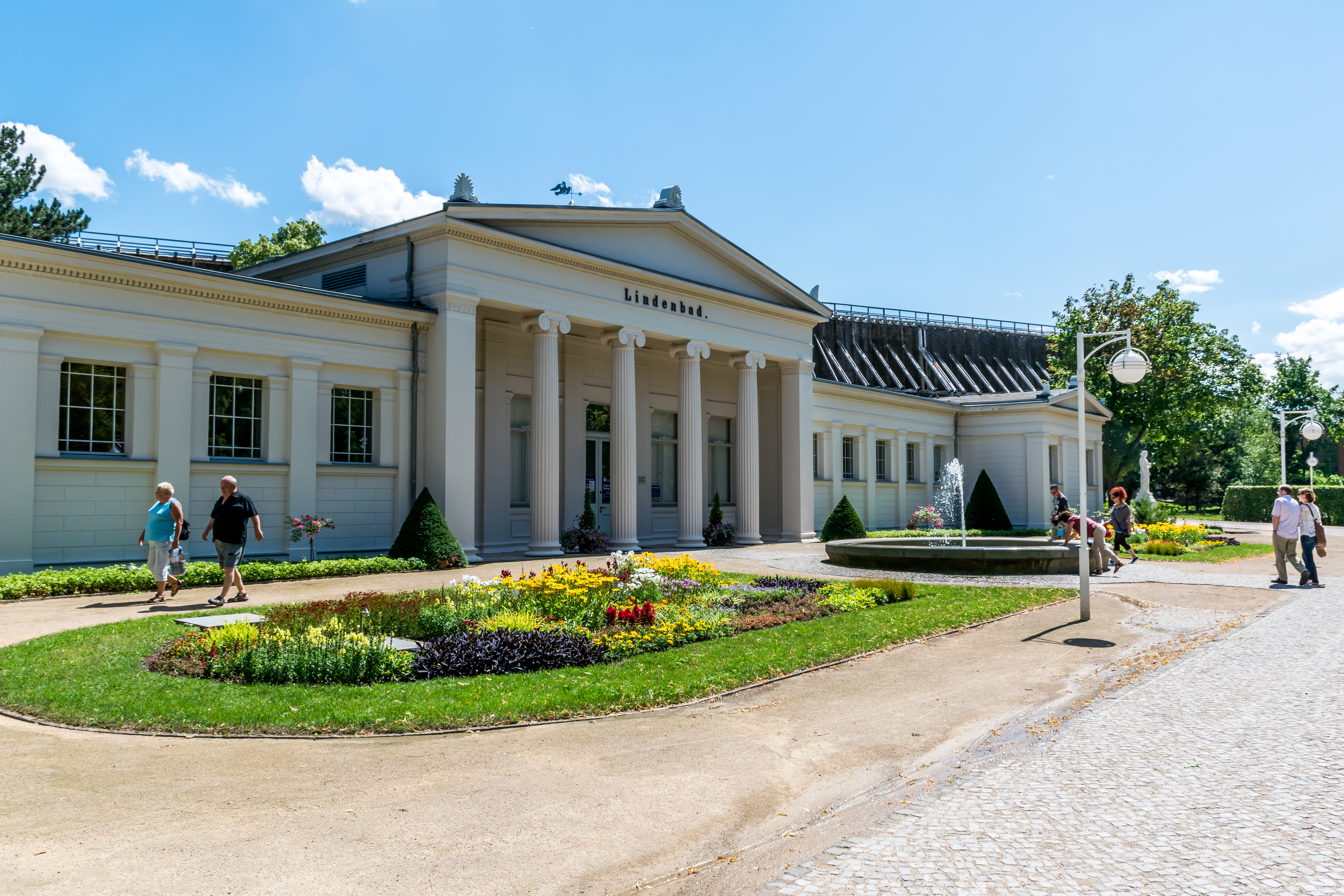
Lindenbad im Kurpark

In Schönebeck existierte ein Salzbergwerk, das bis Ende der 1950er Jahre auch für Besucher geöffnet war. Besonders Lungenkranke konnten hier in der trockenen Salzstollenluft Linderung finden. Später wurde das Salzbergwerk für die Öffentlichkeit geschlossen. Um ein Einstürzen zu verhindern, hat man in den 1970ern auf der Saline-Insel eine Kaverne zur Flutung der Hohlräume mit Sole angelegt. Die Kaverne wurde anschließend teilweise für die Lagerung von Sondermüll der Buna-Werke (DCP) genutzt. 2006 wurde die Kaverne nach Ausförderung der Schadstoffe abschließend verwahrt und aus der Bergaufsicht entlassen.
Im Stadtteil Bad Salzelmen befindet sich das älteste Solbad Deutschlands (1802 begründet durch Johann Wilhelm Tolberg). Das ursprünglich der Soleveredelung dienende Gradierwerk (Baubeginn 1756) erreichte früher eine Länge von 1837 m; davon sind noch 350 m erhalten und werden für Kurzwecke genutzt.
1797 wurde eine Fabrik für Salpetersäure gegründet, 1829 die Zündhütchenfabrik von Sellier & Bellot, 1869 die Firma Siegel für Binnenschiff-Ausrüstungen. Seit Ende des 19. Jahrhunderts kamen weitere chemische Werke hinzu. Die Reederei Friedrich Enger, Elbtor 1, war jahrzehntelang bis zur Enteignung auf der Elbe bis 1959 aktiv.
Auch der Maschinen- und Fahrzeugbau hat in Schönebeck eine lange Tradition. 1906 bis 1908 wurden hier von der Motorwagenfabrik Robert Treskow Automobile gebaut. Seit Mitte der 1960er Jahre wurden im Traktorenwerk Schönebeck die Zugtraktoren der Typen ZT 300/303 und ab 1983 der Reihe ZT 320/323 sowie Feldhäcksler gebaut. Nach 1990 wurde das Traktorenwerk Schönebeck in die LandTechnik Schönebeck (LTS) umgewandelt, der Traktorenbau nach mehreren Fehlschlägen mit westdeutschen Lizenznahmen (wie Schlüter oder dem Nachfolger des MB-trac) eingestellt und bis ca. 2000 noch Feldhäcksler unter dem Markennamen Maral gebaut. Bis Mitte der 1990er Jahre existierte das Dieselmotorenwerk Schönebeck. Nach dem Konkurs wurde es demontiert und abgebrochen.

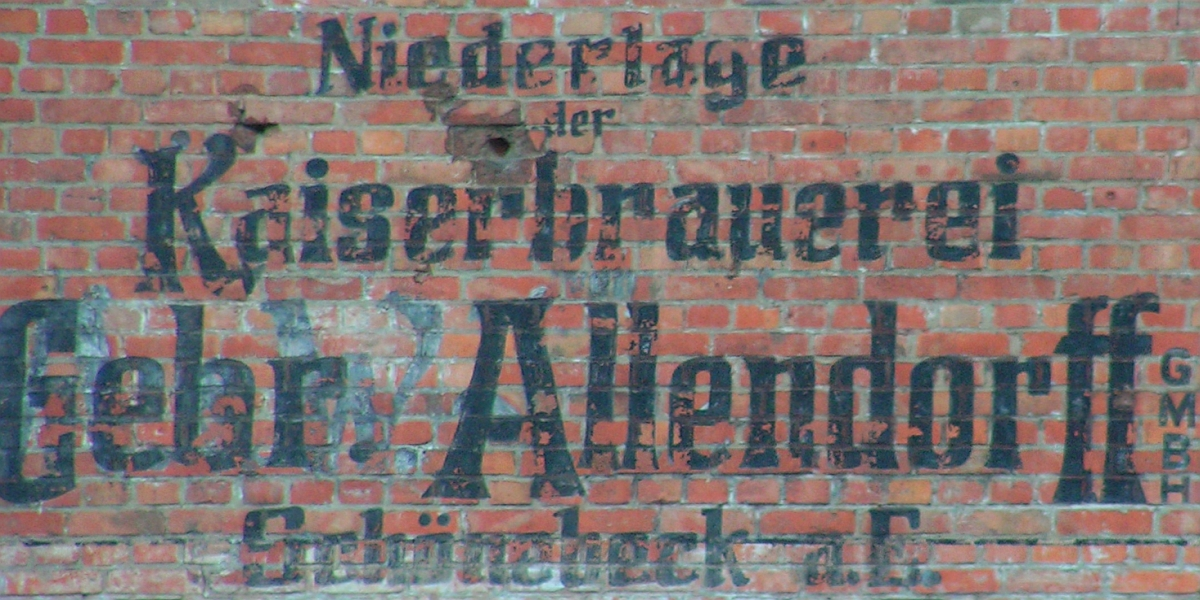
Kaiserbrauerei Gebr. Allendorff

1793 wurde mit Hermania eine chemische Fabrik gegründet.
In Schönebeck gab es von je her eine Bierbrauertradition. Die im Jahre 1810 von Ludwig August Wilhelm Allendorff gegründete Brauerei wurde 1872 nach dem Umzug von der Innenstadt auf ein größeres Gelände am Hummelberg in Kaiserbrauerei A. & W. Allendorff umbenannt und bestand als Personengesellschaft bis 1917. Anschließend firmierte die Firma bis 1946 als GmbH und wurde danach bis 1990 unter verschiedenen Bezeichnungen als VEB geführt. Als Schönebecker Klaus-Bräu GmbH bestand diese Brauerei-Tradition nach der Wende noch bis 1992. Die Gebäude der ehemaligen Brauerei wurden 1995 abgerissen. Die Unternehmerfamilie Allendorff gründete ferner eine Sprengstoff- und Patronenfabrik, eine Dampfziegelei sowie eine Zichorien-Darre, rief Stiftungen ins Leben und richtete ein Waisenhaus ein.
1897 gründete der Chemiker Paul Prüssing unter dem Namen Mitteldeutsche Portlandzementfabrik Prüssing & Co. eine Portlandzement-Fabrik, die 1904 mit der ebenfalls der Familie Prüssing gehörenden Zementfabrik in Göschwitz bei Jena zusammengefasst wurde.
1864 wurde in Schönebeck durch die Firma Hendrix & Co ein Gaswerk errichtet, das 1867 von der Thüringer Gasgesellschaft übernommen wurde. Im Jahr 1908 nahm das Elektrizitätswerk der Thüringer Gasgesellschaft den Betrieb auf. Zu dieser Zeit erfolgte die Stromversorgung mit 220 Volt Gleichstrom. 1910 wurden die Stromversorgung auf Drehstrom umgestellt und die Leistung auf 700 kW erweitert. Die Stromversorgung erfolgte über ein 10-kV-Mittelspannungsnetz und ein 215/125-Volt-Niederspannungsnetz. Von Schönebeck aus wurden Calbe, Barby und Förderstedt und umliegende Orte versorgt. Nach dem Bau der Elbbrücke wurde ab 1912 das Versorgungsgebiet auch auf Elbenau und Grünewalde erweitert. 1940 wurden die Stadtwerke Schönebeck gegründet. 1950 wurden die Stadtwerke Schönebeck aufgelöst und in die Energieversorgung Magdeburg überführt. 1994 wurden die Stadtwerke Schönebeck neu gegründet. Zunächst wurden Strom und Wasser geliefert. 2013 übernahmen die Stadtwerke Schönebeck das Gasnetz in Schönebeck von Erdgas Mittelsachsen.
Nach der Wende fielen etwa 10.000 Industriearbeitsplätze in Schönebeck weg. Heute befindet sich dort ein Produktionsstandort der ThyssenKrupp Presta AG (ehemals Mercedes-Benz Lenkungen) zur Herstellung von Lenksystemen. Schönebeck ist wachsender Standort der Automobilzulieferindustrie. Hier werden unter anderem Cockpits, Lenk- und elektronische Gurtsysteme für Pkw hergestellt. Dazu gibt es den Aufbauhersteller Ambulanz Mobile. Weiterhin wird in der Stadt durch den Konzern Nammo, vormals durch Lapua, Sport- und Jagdmunition produziert, viele Olympioniken nutzen die Sportmunition. Die alte Chemiefabrik von Carl Samuel Hermann, der das Cadmium mitentdeckte, produziert heute als Schirm AG Dünger und Pflanzenschutzmittel für den Weltmarkt.

## Verkehrsanbindung

### Schienenverkehr

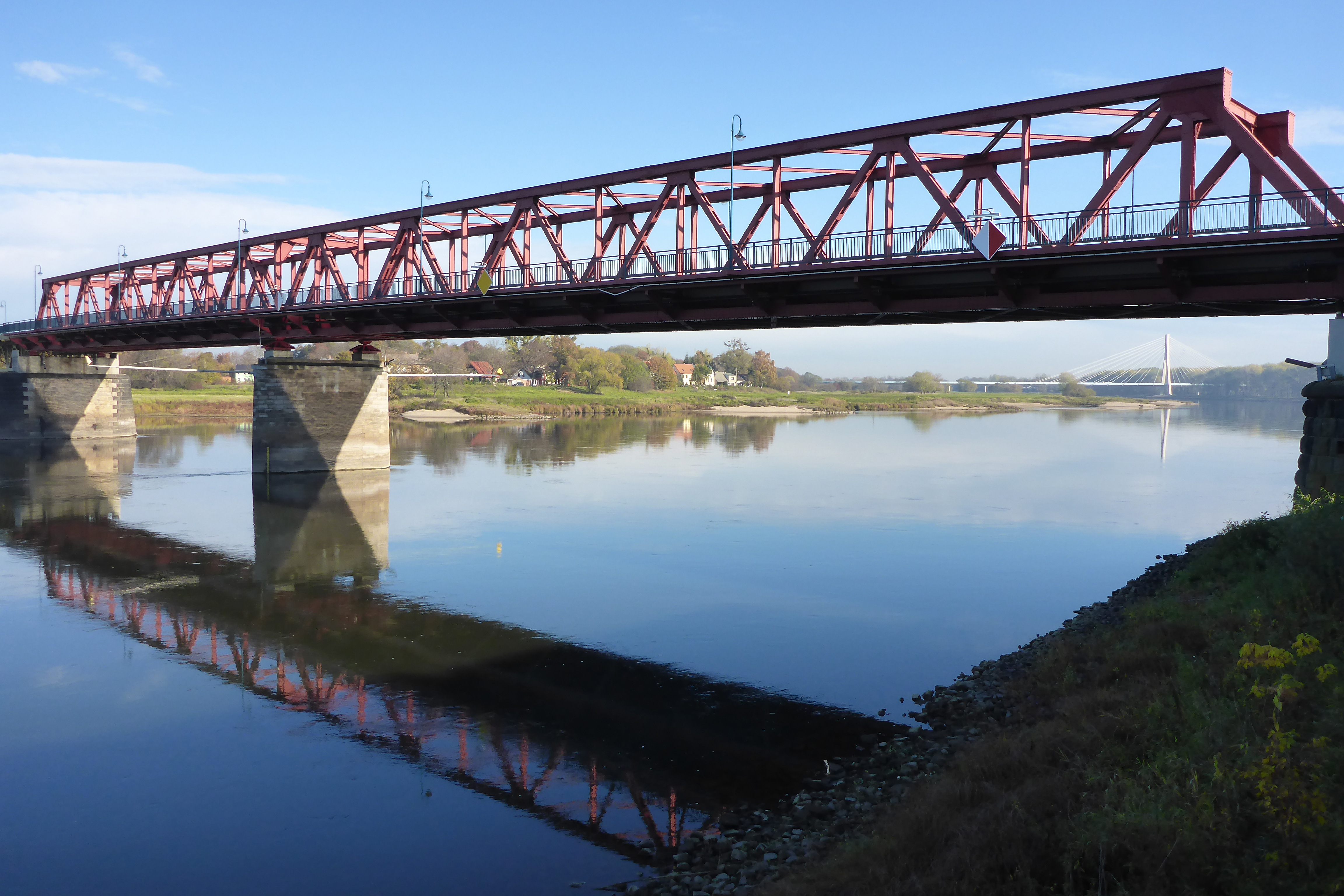
Elbbrücken in Schönebeck

Schönebeck liegt an der Bahnstrecke Magdeburg–Leipzig. In Schönebeck-Bad Salzelmen verkehren die S-Bahn Mittelelbe und der Regionalexpress RE20 gemeinsam im 30-Minuten-Takt nach Magdeburg Hbf, die in Schönebeck an allen Stationen halten. Außerdem verkehren von hier Regionalbahnen auf der Strecke Magdeburg–Köthen–Halle (Saale) im Stundentakt sowie zwischen Magdeburg und Güsten–Aschersleben im Zweistunden-Takt. Ein Regional-Express fährt alle zwei Stunden nach Güsten–Sangerhausen–Erfurt sowie Magdeburg.
Neben dem Bahnhof Schönebeck (Elbe) bestehen im Stadtgebiet die Stationen Schönebeck-Frohse und Schönebeck-Felgeleben an der Bahnstrecke Magdeburg–Leipzig sowie Schönebeck Süd und Schönebeck-Bad Salzelmen an der Bahnstrecke Schönebeck–Güsten. Auf der Bahnstrecke Schönebeck–Glindenberg verkehren ausschließlich Güterzüge. Die Bahnstrecke Berlin–Schönebeck–Blankenheim und Bahnstrecke Schönebeck–Blumenberg sind mittlerweile ohne Personenverkehr bzw. stillgelegt.

### Straßenverkehr

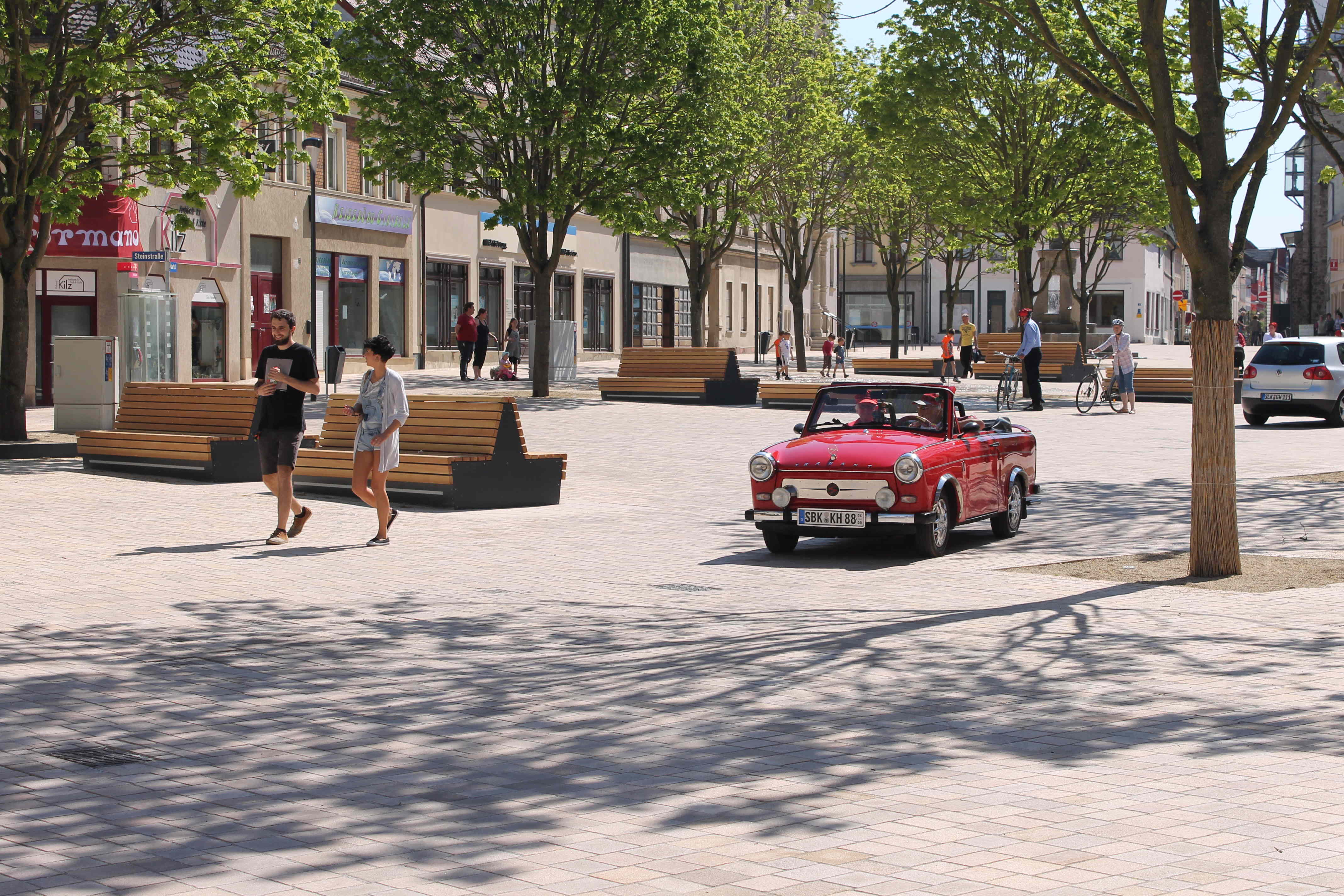
Marktplatz, erster Shared Space in Sachsen-Anhalt

Durch die Stadt verläuft die B 246a Hakenstedt–Schönebeck–Burg (bei Magdeburg). Weitere wichtige Straßen sind die L 51 Magdeburg–Schönebeck–Barby–Güterglück, die L 65 Schönebeck–Calbe (Saale)–Bernburg, und die K 1296 Elbenau–Pretzien–Ranies. Die Autobahnanschlussstelle Schönebeck der A 14 Magdeburg–Halle (Saale)–Leipzig–Dresden liegt nahe der Stadt an der B 246a. Im Jahr 2003 wurde ein Teil der Ortsumgehung der Bundesstraße 246a fertiggestellt. Die Verkehrsstruktur ist derzeit noch durch einen in den 1970er Jahren eingerichteten Einbahnstraßenring beeinträchtigt, der einen großen Teil des Verkehrs durch die Hauptgeschäftsstraße (Salzer Straße) lenkt. Abhilfe kann die Führung des Verkehrs über die 2004 fertiggestellte „Welsleber Brücke“ über die Eisenbahnstrecke Magdeburg–Leipzig schaffen. Die Ortsumgehung für die B 246a und die östlich von Schönebeck neu errichtete Schönebecker Elbauenbrücke entlastet seit 2013 die Stadt vom Durchgangsverkehr. Die Ernst-Thälmann-Brücke, die alte Elbebrücke in Schönebeck, war bis dahin die einzige Straßenbrücke zwischen Magdeburg und Dessau-Roßlau. Mit der Inbetriebnahme der Elbauenbrücke ging die Ernst-Thälmann-Brücke in städtisches Eigentum über. Mit der städtebaulichen Maßnahme „Neugestaltung Marktplatz“, führte die Stadt Schönebeck (Elbe) im Jahr 2011 einen Realisierungswettbewerb durch, um den Marktplatz aufzuwerten und zum zentralen Platz der Stadt werden zu lassen. Der Umbau des Platzes startete im März 2015 und wurde im Mai 2016 als erster Shared Space in Sachsen-Anhalt fertiggestellt.

### Schifffahrt
An der Elbe besitzt Schönebeck einen Schiffsanleger für die Fahrgastschifffahrt (Elbkilometer 311,5, neben der Elbbrücke). Im Stadtteil Frohse befindet sich bei Elbkilometer 314,5 ein Hafen mit Wasserwanderrastplatz und mit Umschlagmöglichkeit für Massengüter mit Bahnanschluss, Kailänge 370 m.
Der Ausbildungsberuf „Matrose der Binnenschiffahrt“ wurde zu DDR–Zeiten an der Betriebsberufsschule „Karl Meseberg“ in Schönebeck-Frohse je nach Schulbildung bis zum Abschluss individuell 2 bis 3 Jahre gelehrt.

## Bildung
Im Schönebecker Stadtgebiet gibt es acht Grundschulen, sechs staatliche („Karl Liebknecht“, „Käthe Kollwitz“, „Am Lerchenfeld“, „Dr. Tolberg“ (ehemals „Dr. Salvador Allende“), „Ludwig Schneider“, Grundschule Plötzky) und zwei Schulen in freier Trägerschaft („Freie Schule Schönebeck (Grundschule nach Maria Montessori und staatlich anerkannte Ersatzschule)“ und „Waldschule Elbenau“).
Als weitere Bildungswege stehen die zwei Sekundarschulen „Maxim Gorki“ und „Am Lerchenfeld“ zur Verfügung sowie das Gymnasium „Dr. Carl Hermann“ und das Fachgymnasium Wirtschaft und Technik.
Eine Berufsbildende Schule sowie je eine Schule für Lern- und Körperbehinderte
sind ebenfalls vorhanden.
Weitere alternative private Schulträger machen eine Individualisierung des Bildungsweges möglich.

## Kultur und Sehenswürdigkeiten

### Kultur
- Mitteldeutsche Kammerphilharmonie
- Stadtbibliothek Schönebeck
- Kreisvolkshochschule Salzlandkreis
- Musikschule „Béla Bartok“
- Salzlandmuseum
- Kunstausstellungen:
  - Freizeitzentrum „Treff“
  - Stadtbibliothek
  - „Stadtwerkehaus“
  - Salz- und Soleturm („Kunst im Turm“)
- Nachtwächterrundgänge durch Schönebeck-Bad Salzelmen
- Schausieden

Im Rahmen des „8. Internationalen Steinbildhauersymposiums Sachsen-Anhalts“, das vom 17. Juni bis 28. Juli 2002 in Schönebeck stattfand, entstanden mehrere Steinskulpturen, die der Stadt als Dauerleihgabe zur Verfügung gestellt worden und nunmehr im ganzen Stadtgebiet zu besichtigen sind.

### Bauwerke

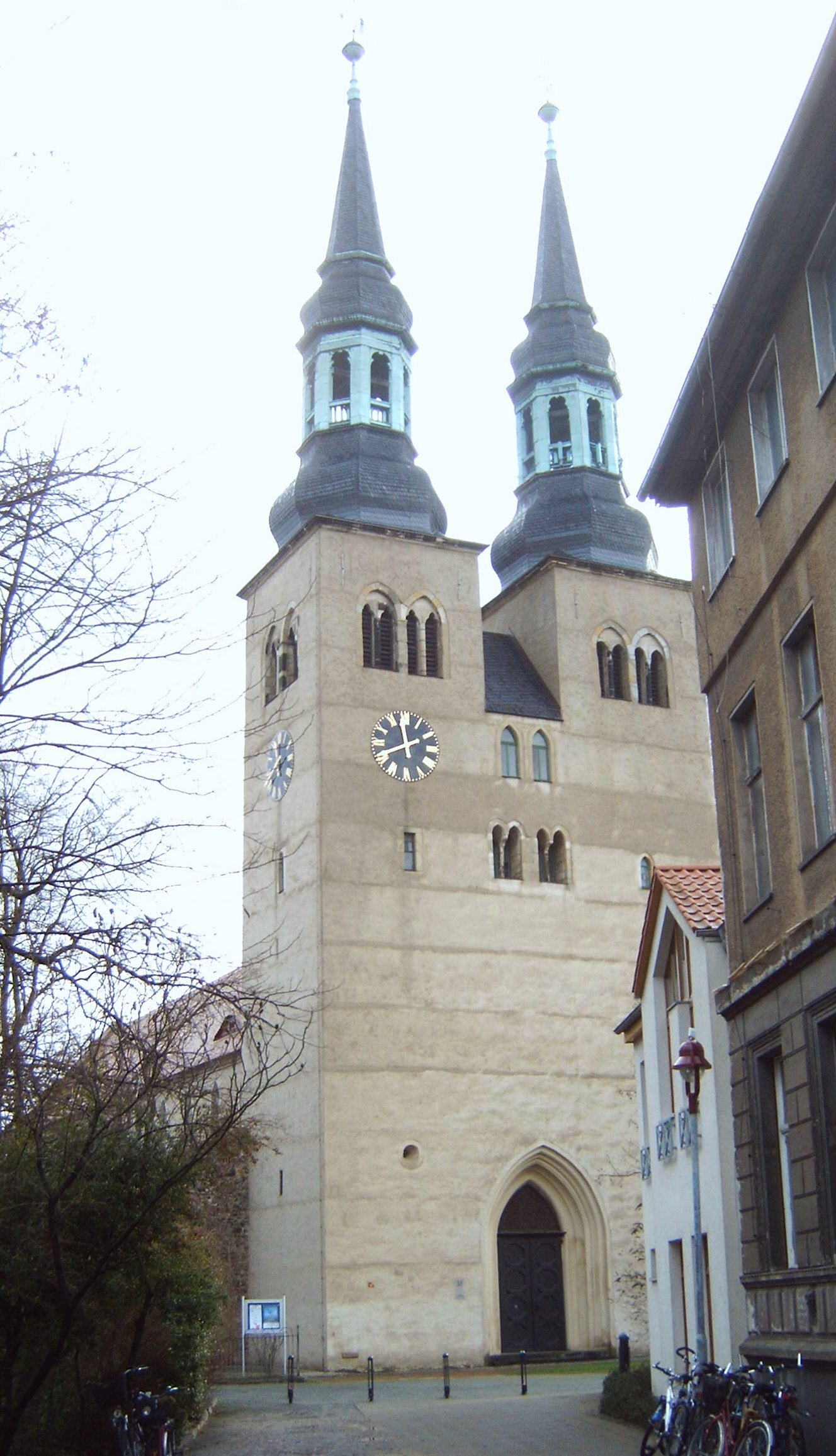
St. Jakobi

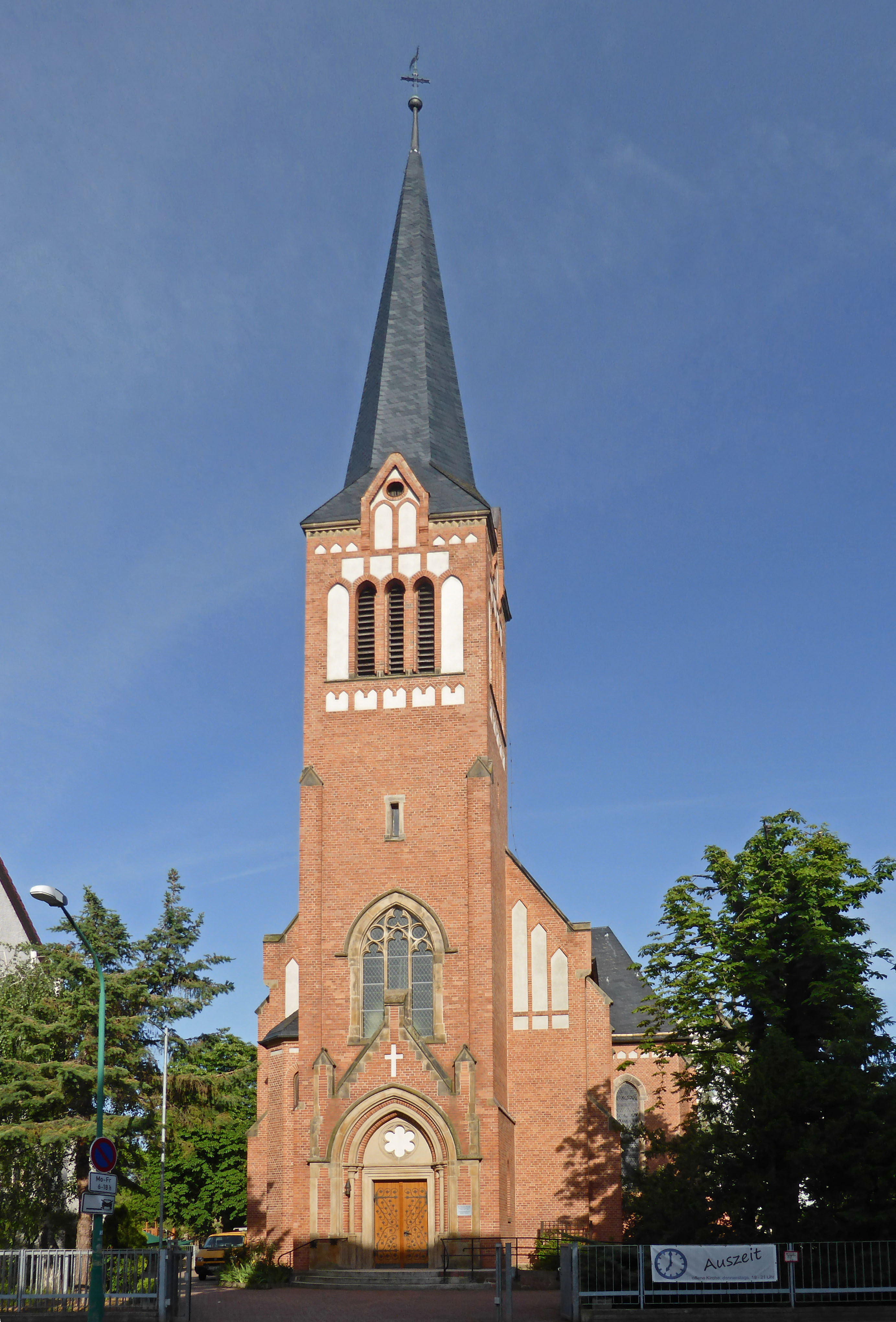
St. Marien

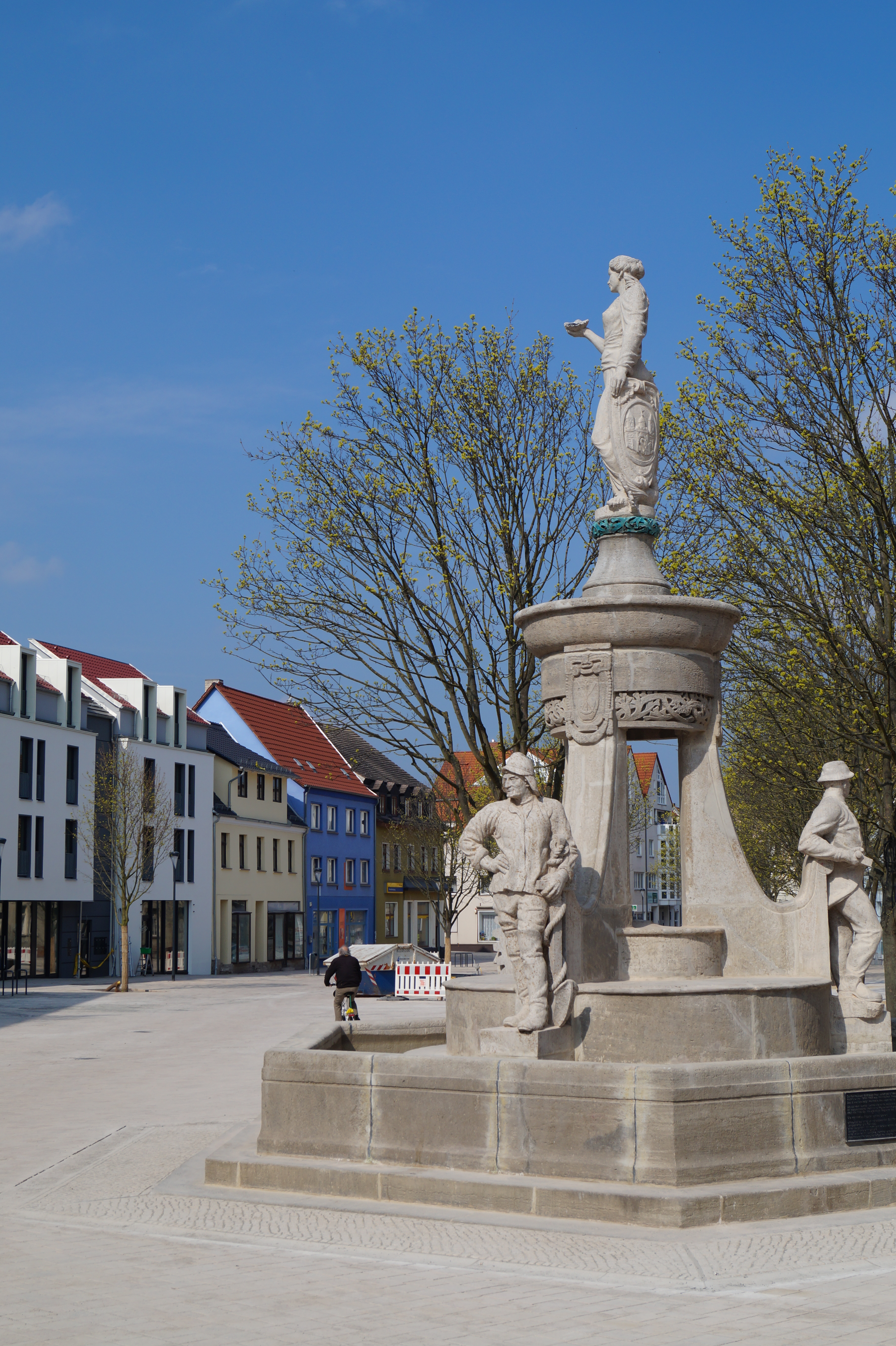
Marktbrunnen

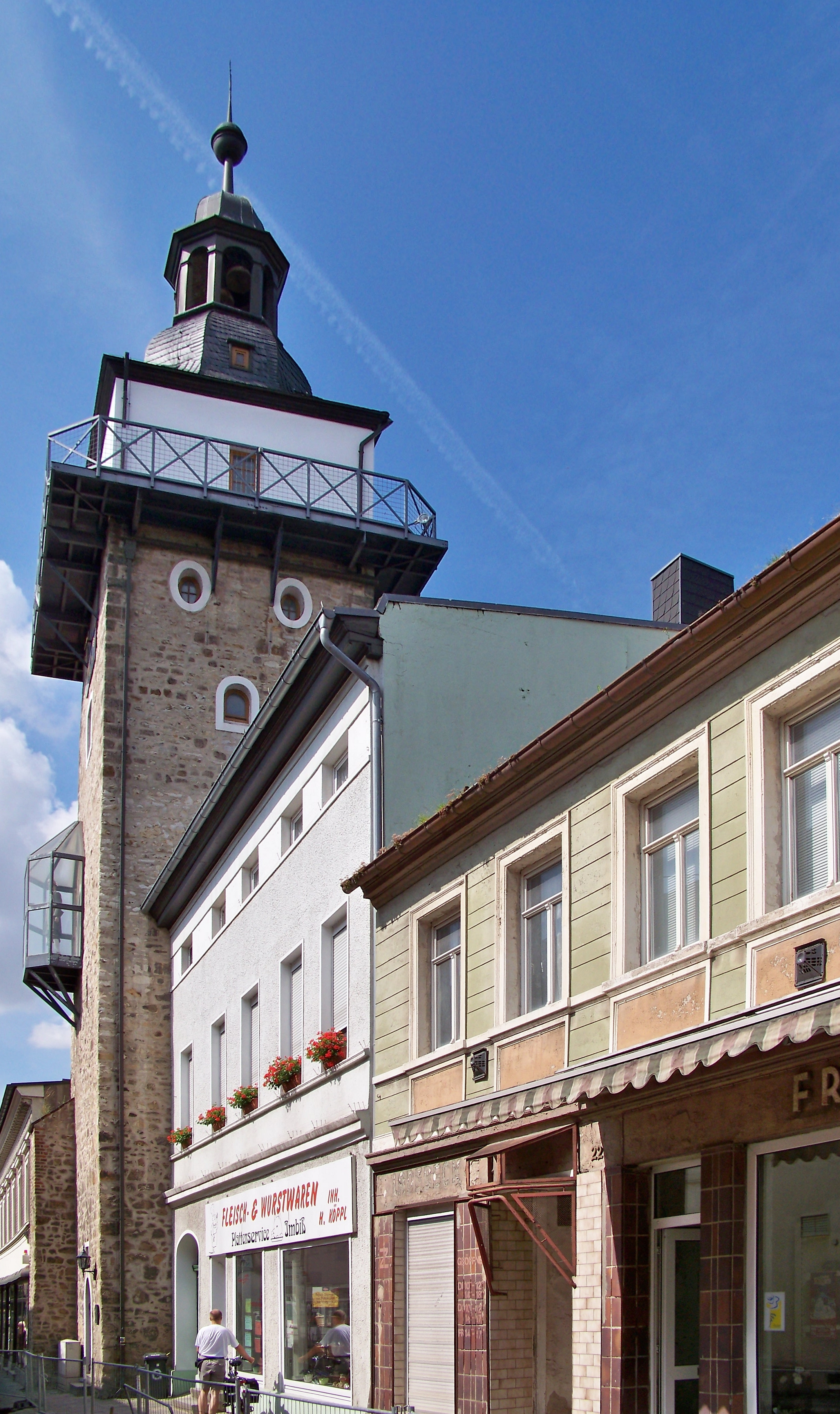
Salzturm

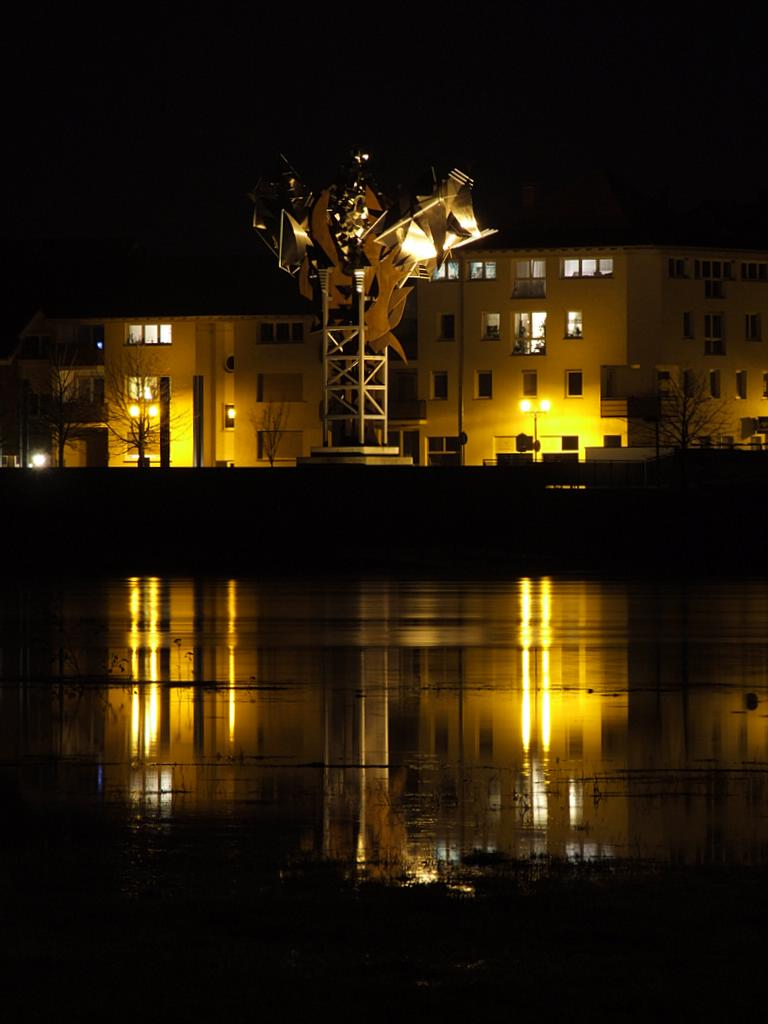
Salzblume bei Nacht

Die Kulturdenkmale Schönebecks sind in der Liste der Kulturdenkmale in Schönebeck (Elbe) eingetragen, die Denkmale in der Liste der Denkmale in Schönebeck (Elbe) und die Bodendenkmale in der Liste der Bodendenkmale in Schönebeck (Elbe).

#### Sakralbauten

##### Kirchen
In der Altstadt liegt das älteste sakrale Bauwerk von Schönebeck, die Kirche St. Jakobi. Die dreischiffige Basilika wurde im frühen 13. Jahrhundert mit Bruchsteinen erbaut.
Den Stadtteil Bad Salzelmen prägen die weithin sichtbaren Türme der St.-Johannis-Kirche. In die Blütezeit von Groß Salze fiel auch der Baubeginn dieser dreischiffigen, spätgotischen Hallenkirche. Eine Inschrift in einem der Türme ist auf den 29. August 1430 datiert. Obwohl schon eine Dekade später die ersten Gottesdienste in dem Bau stattfanden, dauerten die Arbeiten daran über ein Jahrhundert an. Das Netz- und Sterngewölbe wurde 1536 fertiggestellt, die Turmspitzen im Jahre 1550 befestigt. Im Dreißigjährigen Krieg kam es 1635 zu einem verheerenden Brand, der eine umfassende Neugestaltung des Interieurs erforderlich machte. Als Geldgeber fungierten dabei – wie schon beim Neubau – ortsansässige Pfännerfamilien, die das Schönebecker Salz zu vermögenden Leuten gemacht hatte. Bereits nach relativ kurzer Zeit konnte mit dem Wiederaufbau im Renaissance- und Barockstil begonnen werden. Auch heute noch zeugt die wertvolle Inneneinrichtung vom Leben und Wirken jener Familien. Neben den vielen Epitaphien und Gestühlen verdeutlichen dies insbesondere der Hochaltar (1665) und die Kanzel (1678). Zudem konnte das Kruzifix von 1550 vor den Flammen bewahrt werden. Bis in das Jahr 1901 gab es einen Turmwächter. Heutzutage befindet sich in den einst von ihm bewohnten Räumlichkeiten ein kleines Museum. Nach langjährigen Instandsetzungsarbeiten kann die Kirche seit 2004 wieder genutzt werden.
Weitere evangelische Kirchen befinden sich in Elbenau (St.-Pankratius-Kirche), Felgeleben (Martin-Luther-Kirche), Frohse (St.-Laurentii-Kirche), Plötzky (Kirche St. Maria und Maria Magdalena), Pretzien (St. Thomas-Kirche) und Ranies (St.-Lukas-Kirche).
Die einzige katholische Kirche der Stadt ist die St. Marien vor den Toren des heutigen Neubaugebietes. Im Zuge der Industrialisierung kamen vermehrt katholische Familien nach Schönebeck, für die letztlich ein eigenes Gotteshaus geschaffen werden musste. 1907 erfolgte die Grundsteinlegung für den neugotischen Backsteinbau. Den Entwürfen von Baurat und Kreisbauinspektor Körner entsprechend verfügt die Kirche nur über eine sehr frugale Innenausstattung, deren Mittelpunkt die Lindenholz-Madonna „Maria mit dem Kind“ aus dem 14. Jahrhundert darstellt, die ursprünglich aus dem sachsen-anhaltischen Hornhausen stammte. Im Kontrast dazu stehen die in den 1960er-Jahren geschaffenen Glasmosaikfenster von Christof Grüger. Auch St. Marien wurde in den letzten Jahren aufwändig saniert, so dass sie zum 100-jährigen Jubiläum wieder im alten Glanz erstrahlt.

##### Weiteres
Zudem befindet sich in Schönebeck das Schalom-Haus, die ehemalige Synagoge aus der Gründerzeit. Nach ihrer Einweihung am 31. August 1877 diente sie sechs Jahrzehnte lang der jüdischen Gemeinde aus Schönebeck und den umliegenden Orten Aken, Barby, Calbe, Groß Salze sowie Staßfurt als Ort religiöser Zusammenkunft. Diese Tradition fand jedoch mit der Reichspogromnacht, in deren Verlauf die Inneneinrichtung vollständig zerstört wurde, ein jähes Ende. In der Folgezeit wurde das Gebäude mehrfach zweckentfremdet. Schließlich fand sich in der evangelisch-freikirchlichen Gemeinde Schönebeck ein neuer Eigentümer, unter dessen Federführung der Bau seit Mitte der 1980er umfassend rekonstruiert wurde, so dass er heute wieder seiner religiösen Zweckbestimmung entsprechend genutzt werden kann.
Die Gemeinde ist überdies darum bemüht, die Geschichte des Schalom-Hauses und die damit eng verbundenen Schicksale der Schönebecker Juden einer breiten Öffentlichkeit in Erinnerung zu halten. So finden in den Räumlichkeiten eine Vielzahl von themenbezogenen Veranstaltungen statt, unter anderem die Verleihung des „Urman-Preises“. Dieser wurde von der KZ-Überlebenden Judy Urman gestiftet, die auf diese Weise Jugendliche aus Schönebeck und der näheren Umgebung dazu bewegen möchte, sich mit den Ereignissen in Deutschland zwischen 1933 und 1945 intensiv auseinanderzusetzen.

#### Sonstige Bauwerke
- Rathaus
- Marktbrunnen
- Salzturm
- Amtsgericht Schönebeck
- Fachwerkhäuser an der Elbe
- Burg Schadeleben
- Kurpark
- Gradierwerk
- Soleturm
- Lindenbad
- Museum (ehemals Rathaus von Salzelmen)
- Pfännerturm
- Gertraudenfriedhof
- Kunsthof
- Solebad (auch: Solequell)
- Pretziener Wehr
- Sender Frohser Berg
- Industriemuseum Schönebeck
- Hummelberg-Turm (Ruine) auf dem Hummelberg
- Ringheiligtum Pömmelte als Außenstelle des Salzlandmuseums

### Sonstige Sehenswürdigkeiten und Gedenkstätten
- Gedenkpark an der Nicolaistraße
  - Holocaust-Mahnmal
  - Weg in den Tod, Mahnmal von 1951 für die Opfer des Faschismus mit Figurengruppe des Bildhauers Richard Horn
- Mahnmal für die Häftlinge des KZ-Außenlagers Schönebeck, in der Barbyer Straße am Haupteingang des ehemaligen VEB Traktoren- und Dieselmotorenwerkes II
- Salzblume
- Gedenktafel an der ehemaligen Synagoge, heute Gemeindehaus der Evangelisch-Freikirchlichen Gemeinde in der Republikstraße 43
- Gedenktafel an der Ostmauer des Jüdischen Friedhofs Schönebeck (Elbe) in der Dorotheenstraße für Schönebecks 25 jüdische Opfer der Shoa
- Gedenkstätte auf dem nördlichen Teil des Ostfriedhofs für Widerstandskämpfer Schönebecks, sowie eine Grabanlage für 28 Polen und ein Sowjetischer Ehrenhain für 355 Rotarmisten, Kriegsgefangene und Zwangsarbeiter
- Grabstätten auf dem Ostfriedhof für die ermordeten Antifaschisten Hermann Kasten, Otto Kresse und Karl Jänecke. Nach Letzterem wurden auch eine Straße und ein Platz benannt.
- Ehrenanlage auf dem Friedhof von Frohse für die Opfer des Faschismus: Angehörige der Familie Kinder sowie von Georg Nolepa, Gustav Brandt, Walter Petzold und Fritz Herzog
- Gedenktafel am Kulturhaus des Ortsteiles Felgeleben an den 1933 ermordeten sozialdemokratischen Gewerkschafter Otto Kresse. Die von ihm projektierte Siedlung, eine Straße und die LPG wurden ebenfalls nach ihm benannt. An der Gesamtschule „August Bebel“ erinnert eine Tafel an ihn.
- Gedenkstein an der sogenannten „Poleneiche“ im Grünewalder Forst zwischen Grünewalde und Elbenau im Nachtigallenstieg, der an den polnischen Zwangsarbeiter Wladisłav Kowal erinnert, der am 10. April 1942 wegen untersagten Kontakts zu einer deutschen Frau erhängt wurde.
- Rolandstatue in Plötzky (2005 wieder aufgestellt)
- Hungerstein am rechten Elbufer bei Elbkilometer 311, sichtbar bei einem Pegelstand unterhalb 125 cm (Elbepegel Schönebeck).

Der Heimattiergarten auf dem Bierer Berg (Bismarckhöhe) besteht seit der 750-Jahr-Feier Schönebecks im Jahre 1973, als dort einige Tiergehege unter der Patenschaft des damaligen Dieselmotorenwerkes errichtet wurden. Der kleine Tiergarten beherbergt heimische Wildtiere und einige Haustiere, Visayas-Pustelschweine sowie als Schwerpunkt Kleinsäuger aus aller Welt, darunter auch einige Raritäten.
Insgesamt leben dort etwa 360 Tiere in 66 Arten.

### Parks und Gärten
- Elbpark
- Kurpark
- Gedenkpark an der Nicolaistraße
- Tannenwäldchen (auch: Kusswäldchen)
- Apothekergarten
- Sängerwäldchen
- Bürgerpark Salineinsel

### Freizeit und Sport
Die klassischen Schwimmdisziplinen werden in der Volksschwimmhalle bedient, deren Becken über eine entsprechende Tiefe verfügt. Neben den Freizeit- und Vereinssportlern steht die Halle auch all denen offen, die das Schwimmen unter professioneller Anleitung erst erlernen wollen.
In den Sommerferien bleibt die Volksschwimmhalle zur Durchführung von Wartungsarbeiten regelmäßig geschlossen. Das Freibad in unmittelbarer Nachbarschaft zum Sportforum Barbarastraße bekam in den 1990er Jahren ein völlig neues Aussehen und verfügt nunmehr über drei Schwimmbecken, die in ihrer Charakteristik an die Bedürfnisse der meist jungen Besucher angepasst wurden. Das flache Nichtschwimmerbecken ziert ein überdimensionaler Dinosaurier, der mit seinen Wasserfontänen für eine kühle Abwechslung sorgt. Etwas tiefer ist das große Becken gehalten, in das die Wasserrutsche mündet. Zwischen der Saison 2018 und 2024 blieb das Freibad wegen bestehender Baumängel geschlossen.
Nahezu ganzjährig geöffnet ist das „Solequell“ in Bad Salzelmen. Als in der Region einmalige Besonderheit wartet es mit Wasser auf, das – der langen Tradition des Kurortes entsprechend – mit Sole versetzt ist. Das Angebot wird durch eine Wasserrutsche, ein beheiztes Außenbecken und eine Sauna abgerundet. Die Sole greift jedoch die Bausubstanz an, so dass jedes Jahr aufs Neue Reparaturmaßnahmen durchgeführt werden müssen, um das Erholungsbad weiterhin in einem tadellosen Zustand zu halten.
Die Stadt wird auf der östlichen Elbseite, im Ortsteil Grünewalde, vom Elberadweg R 2 tangiert, der auf dem östlichen Elbdeich, von Pretzien kommend, über Ranies zur sachsen-anhaltischen Landeshauptstadt Magdeburg führt. Die Nebenstrecke R 2a zweigt in Pretzien ab und verläuft über Elbenau nach Randau, wo sie wieder auf die Hauptstrecke trifft. Die Elbe befindet zwar nicht immer in Sichtweite, gleichwohl lohnt sich ein Abstecher entlang der reizvollen Elbauenlandschaft, der heimischen Flora und Fauna wegen.
Durch das Stadtzentrum verläuft seit Kurzem der Jakobsweg, der durch eine stilisierte Jakobsmuschel auf blauen Grund gekennzeichnet ist.
Schönebeck verfügt über eine lebendige Vereinskultur im Bereich des Sports, deren Wirkungsstätten im ganzen Stadtgebiet verteilt sind. Mit knapp 2.000 Mitgliedern und 19 Abteilungen ist Union 1861 Schönebeck der größte Sportverein der Stadt. Neben den inzwischen flächendeckend vorhandenen Fußballplätzen erfreuen sich insbesondere die Handball- und Volleyballmöglichkeiten großer Beliebtheit innerhalb der Bevölkerung. Die Tennisanlage im Kurpark findet ebenfalls reges Interesse.
Erst im Jahr 2006 wurde eine für internationale Wettbewerbe geeignete Kegelbahn auf dem Gelände des damaligen SSV 1861 eingeweiht.
Segel- und Modellbauflieger können ihrem Hobby auf dem Sportflugplatz Zackmünde nachgehen, von wo aus außerdem Stadtrundflüge für jedermann möglich sind.
Ein breites Angebot von Fußball, Leichtathletik bis zu modernen Fitnessgeräten bietet das Stadion in der Magdeburger Straße an.
Auf dem 94 m hohen Hummelberg in Schönebeck gibt es ein 8 Hektar großes Enduro-Übungsgelände, das durch den MSC Schönebeck 1959 e. V. betrieben wird. Außerdem betreibt der Schützenverein Hubertus 1990 e. V. eine Schießsportanlage.
Wassersportvereine bestehen in Schönebeck am Bootshaus Delphin (Elbkilometer 309,5) und am Pretziener Steinhafen (Einfahrt Elbkilometer 300,7), außerdem existiert ein Wasserwanderrastplatz in Frohse (Elbkilometer 314,5).
Den traditionellen Abschluss der Sportveranstaltungen des Jahres bildet der Silvesterlauf im Kurpark. Neben einer Erwachsenen- und Kinderroute wurde zwischenzeitlich auch eine Nordic-Walking-Strecke in das Programm aufgenommen.

### Regelmäßige Veranstaltungen
Am Sonntag vor dem Rosenmontag findet der Ranieser Karnevalsumzug statt, zu dem regelmäßig mehrere Tausend Gäste kommen.
Im März findet die Museumsnacht statt. Neben den Dauerausstellungen sind die Verantwortlichen um Museumsdirektor Rüdiger Radicke zu dieser späten Stunde darum bemüht, den Interessierten nicht ganz so alltägliche Stücke und deren Geschichte zu präsentieren. Eventuell bekommen die Besucher dann auch das hauseigene „Gespenst“ zu Gesicht, welches seit einigen Jahrzehnten sein Unwesen in den Räumlichkeiten des Kreismuseums treibt. Das Fundament für dieses moderne Märchen bilden scheinbar willkürlich, ohne menschliches Zutun auftretende Unregelmäßigkeiten in der Elektro- und Schließanlage, deren technische Ursache bis heute nicht geklärt werden konnte.
Zu Ostern haben die Osterfeuer eine lange Tradition. Lange Zeit gab es auf den Elbwiesen auf der Grünewalder Elbseite ein großes Osterfeuer, welches aus Gründen des Hochwasserschutzes nicht mehr genehmigt wird. In Elbenau findet das Osterfeuer auf dem Sportplatz statt, veranstaltet vom Bürger- und Kulturverein Elbenau. Im Stadtteil Felgeleben findet das jährliche Osterfeuer am dortigen Feuerwehrhaus statt, veranstaltet von der Stadtteilfeuerwehr Felgeleben. Weitere Osterfeuer gibt es in Plötzky, Pretzien (jeweils auf den Wiesen des Umflutgeländes) und Ranies.
Im Frühjahr kommen dann die Gartenfreunde bei der „Schönebecker Pflanzen- und Gartenschau“ auf dem Salzblumenplatz auf ihre Kosten, wo sie sich durch die aktuellen Trends für ihre heimischen Oasen inspirieren lassen können.
Wenige Wochen später ist der Salzblumenplatz erneut Schauplatz für den „Schönebecker Töpfermarkt“. Auf diesem bietet sich die Möglichkeit Töpfern, Korbflechtern und weiteren Vertretern der klassischen Handwerksberufe bei der Herstellung ihrer Werke über die Schulter zu schauen. Die fertigen Arbeiten können anschließend auch käuflich erworben werden.
Anfang Mai rückt die Schönebecker Stadtgeschichte mit dem Pfännerfest organisiert von Förderverein des Kreismuseums auf dem Museumsvorplatz in greifbare Nähe. Das Pfännerfest beginnt mit einem historischen Markt, „Handwerks- und Gewerbesbanden“ sowie einem Trödelmarkt, der für jedermann geöffnet ist. Auf dem Markt rund um das Kreismuseum gibt es ein Puppentheater, einen Zauberer und eine Modenschau.
Bei der „Kulinarischen Nacht“ im selben Monat messen sich drei Prominente aus der Region in ihren Fähigkeiten am Herd. Mit der Unterstützung professioneller Köche kämpfen sie um die Gunst des Publikums, um am Ende als Sieger mit dem „Goldenen Kochlöffel“ ausgezeichnet zu werden.
Regelmäßige musikalischen Höhepunkte sind die Veranstaltungsreihen „Klänge im Raum“ (in deren Rahmen eine Vielzahl von Konzerten u. a. mit der „Mitteldeutschen Kammerphilharmonie“ stattfinden, die einem bestimmten Thema gewidmet sind) und der Pretziener Musiksommer (bei dem von Mai bis August Konzerte in der St.-Thomas-Kirche Pretzien stattfinden).
Beim „Elbebadetag“ besteht für alle Interessierten die Möglichkeit, die Elbe unter der Aufsicht der Wasserwacht des DRK Schönebeck zu durchschwimmen. Allen nicht ganz so Mutigen wird am Elbufer ein buntes Rahmenprogramm geboten, bei dem in den vergangenen Jahren beispielsweise klassische Bademoden präsentiert werden.
Den Kurpark in einem ganz anderen Ambiente erlebt man beim Lichterfest.
Als absoluter Publikumsmagnet hat sich inzwischen der Schönebecker Operettensommer auf dem Bierer Berg herausgebildet, der jedes Jahr im Juli und August stattfindet.
Am ersten Adventwochenende findet in Bad Salzelmen der Weihnachtsmarkt statt, der von den Mitgliedern des Museumsfördervereins organisiert wird.
- Juni
  - Chortreffen auf der Freilichtbühne Bierer Berg
  - Kurparkfest
- Juli
  - Dorffest in Elbenau mit Sportfest, Kinderfest, Chor-/Laienspielauftritten und Tanz
- August
  - Bierer-Berg-Fest
- September
  - Schützenfest (Salzblumenplatz)
- Dezember
  - Nikolausfest in der Innenstadt
  - Silvesterrüstzeit für Jugendliche im Schniewindhaus

## Persönlichkeiten

### Ehrenbürger
- 1842 Carl Samuel Leberecht Hermann (1765–1846), Apotheker, Unternehmer und Gründer der „Hermania“
- (Datum unbekannt) Heinrich Wilhelm Werner von Kummer (1799–1859), Bergrat, Direktor der Schönebecker Saline
- 1876 Otto Rathlev (1830–1897), Regierungsrat
- 1885: Otto von Bismarck (1815–1898), Reichskanzler
- 1888: Albert Schildener (1819–1903), 2. Bürgermeister
- 1897: Otto Krause (gest. 1900), Bürgermeister
- 1912: Wilhelm Albert Dümling (1849–1927), Unternehmer, Königl. Kommerzienrat und Stifter des Dümling-Stifts
- 1917 Paul von Hindenburg (1847–1934), General und Politiker
- 1973: Maria Krause-Nebel (1901–1974), frühere Bürgermeisterin der Stadt Schönebeck (Elbe)
- 1973: Dr. Elisabeth Reinhold (1911–1973), Chefärztin des Schönebecker Krankenhauses
- 2011: Dario Malkowski (1926–2017), Bildhauer und Keramiker
- 2011: Christof Grüger (1926–2014), Künstler
- 2022: Sigrid Beitler, ehemalige Geschäftsführerin der Städtischen Wohnungsbaugesellschaft

### Söhne und Töchter der Stadt
- Johann Friedrich Wilhelm von Neumann (* 20. April 1699 in Groß Salze; † 7. September 1768 in Wolfsfeld), Rechtswissenschaftler.
- Wilhelm von Boeltzig (* 4. März 1755 in Groß Salze; † 30. Juni 1834 in Berlin) war ein preußischer Offizier, zuletzt Generalmajor und Flügeladjutant
- Heinrich Bullert (* 1771; † 1855 in Schönebeck), Obersieder, Schlacht bei Dodendorf, Allgemeines Ehrenzeichen f. d. Einführung der Salztrocknung auf Rahmen
- Karl Leopold Fabian (* 12. November 1782; † 14. März 1855 in Schönebeck), Salzamtsdirektor
- Friedrich Ludwig Sander (* 6. Oktober 1783 in Frohse; † 9. Mai 1846), Bergmeister
- Otto von Schüßler (* 22. Mai 1825 in Groß Salze; † 6. November 1899 in Wiesbaden), preußischer Generalmajor
- Theodor Freund (* 19. Dezember 1830; † 1916), preußischer Oberberghauptmann
- Walter Hermann von Heineke (* 17. Mai 1834; † 28. April 1901 in Erlangen), Chirurg
- Hugo Bode (* 26. Juli 1851 in Groß Salze; † 14. Januar 1937), Pflanzenbauwissenschaftler
- Heinrich Ernst Boeters (* 17. Januar 1893; † 5. Dezember 1945 in Greifswald), ev. Theologe und Oberkonsistorialrat in der Kirchenprovinz Pommern.
- Richard Eberlein (* 16. Oktober 1869 in Groß Salze; † 10. Dezember 1921 in Berlin), Tierarzt, Zoologe und Arzt
- Eilhard Erich Pauls (* 26. August 1877 in Groß Salze; † 30. Mai 1961 in Lübeck), Gymnasiallehrer und Schriftsteller
- Willi Wolff (* 16. April 1883; † 6. April 1947 in Nizza/F), Liedtexter, Drehbuchautor, Filmregisseur und Filmproduzent
- Otto Kresse (* 6. Januar 1886 in Felgeleben; † 12. März 1933 in Felgeleben), Kommunalpolitiker (SPD) und Gewerkschafter
- Annemarie Heise (* 31. Mai 1886 in Groß Salze; † 24. März 1937 in Schönebeck), Malerin
- Katharina Heise (* 3. Mai 1891 in Groß Salze; † 5. Oktober 1964 in Halle (Saale)), Bildhauerin und Malerin
- Wilhelm Neumann (* 6. Januar 1891 in Groß Salze; † 17. April 1963), Gewerkschafter (FDGB), Abgeordneter der Volkskammer der DDR
- Hermann Behme (* 10. März 1900; † 1969 in Gießen), Politiker und NSDAP-Reichstagsabgeordneter
- Hermann Milius (* 10. April 1903; † 16. Juli 1979 in Magdeburg), Handballfunktionär und Präsident des Handballverbandes der DDR
- Ehrhard Voigt (* 28. Juli 1905; † 22. November 2004 in Hamburg), Geologe und Paläontologe
- Alfred Dieck (* 4. April 1906; † 7. Januar 1989 in Bremen), Urgeschichts- und Moorleichenforscher
- Willi König (* 25. Februar 1907; † 28. Juli 1983 in Schönebeck), Landtagsabgeordneter und Oberbürgermeister von Schönebeck (SED)
- Kurt Nitzschke (* 25. April 1908; † 6. Dezember 1970 in Bielefeld), Radrennfahrer
- Otto Wenig (* 30. April 1911; † 23. April 1972 in Bonn), Theologe und Bibliothekar
- Willi Krakau (* 4. Dezember 1911; † 26. April 1995 in Peine), Automobilrennfahrer
- Herbert Stockmann (* 15. Mai 1913; † 12. November 1947 in Halle (Saale)), Maler und Graphiker
- Gerhard Enger (* 22. November 1915; † unbekannt), Politiker (NDPD), Bürgermeister von Quedlinburg
- Otto Preuss (* 26. Februar 1918; † 5. Dezember 1980 in Fürstenfeldbruck), Schauspieler und Synchronsprecher
- Hans Naumilkat (* 9. Dezember 1919; † 13. Februar 1994 in Berlin), Komponist und Musikerzieher
- Klaus Rösner (* 10. März 1922; † 20. August 2019), Internist und Hochschullehrer
- S. Fischer-Fabian (* 22. September 1922 in Groß Salze; † 16. November 2011 in Berg), Sachbuchautor und Journalist
- Anne Rose Katz (* 9. August 1923; † 31. Dezember 2011), Journalistin, Schriftstellerin und Drehbuchautorin
- Dario Malkowski (* 14. Juni 1926; † 13. Dezember 2017), Bildhauer und Keramiker
- Werner Tübke (* 30. Juli 1929; † 27. Mai 2004 in Leipzig), Maler
- Martin Wetzel (* 17. Dezember 1929; † 11. September 2008 in Halle (Saale)), Bildhauer und Grafiker
- Kurt Günther (* 8. März 1930), Entomologe und Kurator
- Kurt Czekalla (* 30. September 1930; † 19. März 2002), Sportschütze
- Erik Neutsch (* 21. Juni 1931; † 20. August 2013 in Halle (Saale)), Schriftsteller
- Herbert Rasenberger (* 13. April 1932; † 5. April 2019), Heimatforscher und Autor
- Hans Haberhauffe (* 6. Februar 1933; † 11. Februar 2015 in Berlin), Handballspieler, sowie Handball- und Fußballtrainer
- Hans Herrfurth (* 1935), Philologe und Übersetzer
- Hans-Dieter Baum (* 19. August 1936; † 12. Juli 2021), Pianist, Dirigent und Hochschullehrer
- Hans Fricke (* 28. Juli 1941), Biologe und Dokumentarfilmer
- Ed Stuhler (* 27. Februar 1945; † 18. Mai 2018), Publizist, Text- und Buchautor
- Karl-Joachim Blume (* 19. März 1946), Landwirt und Politiker, Abgeordneter der Volkskammer der DDR
- Olaf Wegewitz (* 2. Oktober 1949), Zeichner und Maler
- Helmut Qual (* 26. Mai 1947), Politiker
- Ernst Gerlach (* 19. März 1947), Handballspieler
- Liane Michaelis (* 23. April 1953), Handballspielerin
- Wolfgang Steinbach (* 21. September 1954), Fußballspieler
- Reiner Heise (* 8. September 1956), Schauspieler
- Frank E. W. Zschaler (* 1958), Historiker
- Volker Lüderitz (* 30. März 1959), Hochschullehrer, ehemaliger Landtagsabgeordneter
- Holger Behrendt (* 29. Januar 1964), Kunstturner
- Thorsten Schmidt (* 8. September 1965), Verleger, Publizist und Fotograf
- David Gill (* 2. März 1966), Verwaltungsjurist, Diplomat, ehemaliger Chef des Bundespräsidialamtes bei Joachim Gauck
- Thomas Wünsch (* 16. Juni 1969), Jurist und Politiker (SPD)
- Susanne Grundke (* 28. September 1971), Pflegepädagogin und Hochschullehrerin
- Jan Freese (* 1973), Bühnenbildner
- Andreas Wels (* 1. Januar 1975), Wasserspringer
- Marco Herszel (* 2. Juni 1979), Kanute
- Stefan Ruland (* 26. Oktober 1980), Politiker (CDU)
- Conrad Clemens (* 4. Januar 1983), Politiker (CDU)
- Steffen Cieszynski (* 25. Dezember 1989), Handballspieler
- Philipp Weber (* 15. September 1992), Handballspieler
- Lisa Stock (* 6. Juni 1994), Volleyballspielerin
- Philipp Harant (* 20. Februar 1999), Fußballspieler

### Weitere Persönlichkeiten, die mit Schönebeck in Verbindung stehen
- Heinz Bormann (* 1918 in Erfurt; † 8. Februar 1989 in Schönebeck), ostdeutscher Modeschöpfer und Textilhersteller
- Walter Bullert (* 24. Mai 1895 Potsdam; † 28. Februar 1986 ebenda), Bildhauer, Maler und Graphiker in Potsdam, Spross eines alten Schönebecker Salinistengeschlechtes
- Pilebe Caberletto (* 7. März 1915 in Verona, Italien; † in Schönebeck), in Italien als Regimegegner verhaftet, kam als Zwangsarbeiter nach Schönebeck, blieb nach dem Krieg in Schönebeck und gründete 1946 eines der wenigen italienischen Eiscafés in Ostdeutschland
- Leo Conitzer (geboren am 1. Juli 1872 in Jeschewo, Provinz Pommern; ermordet am 29. August 1942 im Gebäude der Gestapo in Magdeburg), Kaufmann (Conitzer & Co.) und Mäzen
- Peter Ducke (* 14. Oktober 1941 in Bensen), Fußballer
- Roland Ducke (* 19. November 1934 in Bensen; † 26. Juni 2005 in Jena), Fußballer
- Elisabeth Eichholz (* 12. November 1939 in Wolmirstedt; † 19. August 2022), Radrennfahrerin
- Albert Fischer (* 18. April 1829 in Ziesar; † 27. April 1896 in Lemsdorf), evangelischer Pfarrer und Hymnologe
- Gustav Flügel (* 2. Juli 1812 in Nienburg/Saale; † 15. August 1900 in Stettin), Komponist
- Eberhard Frank (* 1935), Maler und Bildhauer, schuf die Plastik des Schönebecker Rathauspreises
- Hans-Joachim Geffert (* 9. Januar 1935 in Rathenow; † 13. März 2019 in Schönebeck), Schriftsteller und Heimatforscher, Autor von Büchern über Schönebeck und den Kreis Schönebeck
- Christof Grüger (* 28. Dezember 1926 in Namslau/Schlesien; † 31. März 2014 in Schönebeck), Glasgestalter und Batiker
- Carl Samuel Hermann (* 20. Januar 1765 in Königerode/Harz; † 1. September 1846 in Schönebeck), Apotheker, Unternehmer und Kommerzienrat
- Ingo Hetsch (* 1944 in Aussig; † 2021), Choreograph und Sprecherzieher, lebte in Schönebeck[27]
- Franz Heinrich Höltich (* 14. März 1643 in Bergedorf; † 8. August 1676 in Groß-Salze), Syndikus zu Groß-Salze
- Heinrich Huke Senior (* 30. Oktober 1907 in Nedlitz; † 1982 in Schönebeck), hinterließ ein umfangreiches Werk an Aquarellen, Ölbildern, Zeichnungen und Pastellen
- Bernhard Jansa (* 17. Mai 1901 in Leipzig; † 3. März 1967 in Schönebeck), evangelischer Pfarrer und Seelsorger
- Gottfried Adolf Kinau (* 4. Januar 1814 in Winningen bei Aschersleben; † 9. Januar 1887 in Suhl), Pastor und Astronom
- Karl Ludolf Friedrich Lachmann (* 22. Oktober 1756 in Mieste, Altmark; † 28. Februar 1823 in Braunschweig), Theologe und Pädagoge
- Sophie von La Roche (* 6. Dezember 1730 Kaufbeuren; † 18. Februar 1807 in Offenbach), Schriftstellerin und Salonnière
- Ludwig Karl Eduard Schneider (* 26. Juni 1809 in Sudenburg bei Magdeburg; † 9. Februar 1889 in Schönebeck), Botaniker, Jurist und Kommunalpolitiker
- Wilhelm Schulze (* 22. Dezember 1886 in Westerhüsen; † 11. Oktober 1971 in Schönebeck), Heimatforscher und Kommunalpolitiker
- Emil Schwantner (* 1890 in Königshan/Böhmen; † 1956 in Schönebeck), akademischer Bildhauer
- Józef Szajna (* 13. März 1922 in Rzeszów; † 24. Juni 2008 in Warschau), polnischer Schauspieler und Theaterleiter, 1944–45 Häftling im KZ Schönebeck
- Johann Wilhelm Tolberg (* 24. Oktober 1762 in Iserlohn; † 17. September 1831 in Schönebeck), Mediziner